# Guerra Bianca
L'espressione guerra Bianca (in tedesco Gebirgskrieg, ovvero una "guerra in montagna") o fronte alpino individua il particolare contesto e l'insieme degli eventi militari avvenuti nei settori alpini del fronte italiano della prima guerra mondiale. Tra il 1915 e il 1918 sulle Alpi nei settori operativi delle Dolomiti, e dei gruppi dell'Ortles-Cevedale e dell'Adamello-Presanella, videro le truppe del Regno d'Italia contrapposte a quelle dell'Impero austro-ungarico. Questo fronte fu caratterizzato da combattimenti svolti in scenari di media ed alta quota, lungo il confine meridionale della regione storica del Tirolo (che coincide con l'attuale limite amministrativo della provincia autonoma di Trento), che per più di due terzi correva su una linea al di sopra dei 2000 metri di quota, fino a toccare i 3905 metri dell'Ortles.
Questo confine formava un formidabile ostacolo naturale che venne sfruttato dagli austro-ungarici, i quali, essendo in netta inferiorità numerica rispetto all'esercito italiano, durante le primissime fasi del conflitto si ritirarono sulle cime che dominavano i punti strategici per poter usufruire dei vantaggi derivati dalle postazioni sopraelevate. Fin dai primi mesi anche il fronte alpino divenne via via meno elastico e più statico, e furono costruite linee ben fortificate che colmavano ogni lacuna lungo il fronte, dove vennero occupate anche le vette più alte per creare una linea di combattimento continua e inaccessibile.
Questo fronte fu caratterizzato soprattutto dalle difficoltà legate al clima, alla neve e alle difficoltà di approvvigionamento di entrambi gli eserciti; il trasporto delle artiglierie sulle vette di montagne, fu forse una delle imprese più difficoltose di tutta la guerra Bianca, mentre le condizioni di vita dei soldati su questo fronte fu probabilmente tra le più proibitive e difficili di tutta la guerra. La stessa natura dell'alta montagna, che da una parte offriva ripari naturali, dall'altra metteva quotidianamente a dura prova la resistenza dei soldati, i quali dovettero lottare contro il nemico ma soprattutto contro gli elementi; seracchi, tormente di neve, valanghe, inedia e assideramenti causati dalle temperature a volte di 40° sotto lo zero, causavano più vittime che non il nemico.
Tutti i moderni mezzi di lotta, come la preponderanza di truppe, fallirono contro le montagne che per loro natura erano baluardi inaccessibili per i quali era preclusa ogni manovra di aggiramento. I tentativi di assalto frontale vennero presto abbandonati per iniziare una guerra sotterranea, soprattutto nel fronte dolomitico, dove entrambi gli eserciti iniziarono a costruire gallerie per mine con lo scopo di far saltare le vette e le postazioni occupate dal nemico. Ma anche questa tattica dovette essere abbandonata quando, dopo lo sfondamento austro-ungarico di Caporetto, i fanti italiani lungo il fronte alpino furono richiamati in gran fretta per rinforzare le file all'esercito schierato sul Piave, concludendo di fatto ogni ulteriore azione sul fronte dolomitico, mentre sui fronti delle Alpi Retiche meridionali i due schieramenti continuarono a contrastarsi fino agli ultimi mesi di guerra, seppur con azioni di poco rilievo. L'ultima operazione di alta montagna portò, il 3 novembre 1918, all'ingresso delle truppe italiane a Trento.

## Inquadramento geografico e ambientale

### Il fronte di combattimento

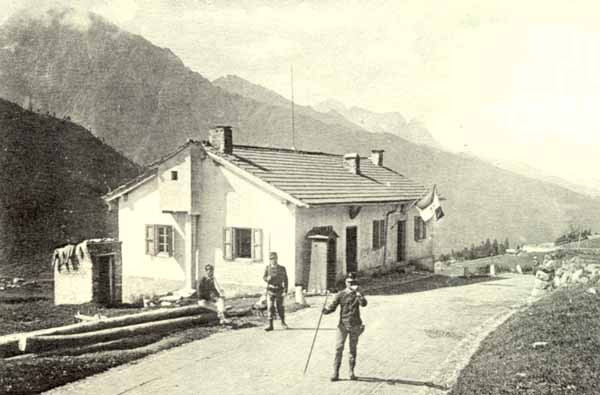
La dogana del passo del Tonale ad inizio secolo

Allo scoppio della prima guerra mondiale il territorio italiano confinava con quello austro-ungarico lungo un percorso tracciato nel 1866 dopo la conclusione della terza guerra d'indipendenza e la firma della pace di Vienna. Esso correva pressappoco osservando l'attuale limite amministrativo fra la regione Trentino-Alto Adige da una parte, e quelle di Lombardia e Veneto dall'altra, per poi proseguire lungo lo spartiacque delle Alpi Carniche a partire dai pressi di passo di Monte Croce di Comelico fino al passo Melèdis, dove il confine scendeva lungo la val Pontebbana, tagliava l'abitato di Pontebba e si inerpicava nelle Alpi Giulie occidentali fino al Jôf di Montasio. Di qui, salendo sul crinale del monte Canin in corrispondenza di monte Cergnala e poi seguendo l'attuale confine con la Slovenia attraverso la bassa val Uccea, la conca di Platischis, monte Mia, il medio solco del Natisone, monte Matajur, la dorsale del Kolovrat e la valle dello Judrio. Qui il confine seguiva il corso dello Judrio anche dopo lo sfocio nella pianura friulana, fino all'altezza di Chiopris, dove descriveva un saliente verso nord-ovest portandosi a ridosso di Palmanova dirigendosi poi verso il mare Adriatico attestandosi nella laguna di Marano all'altezza di Porto Buso.
Il fronte che correva lungo il confine era, dunque, di circa 600 chilometri, e manifestava la presenza di due accentuati salienti: il primo rappresentato dal vertice di quello trentino, proteso dalle Prealpi Venete occidentali verso la Pianura padana, ed estremamente pericoloso per l'Italia in conseguenza dell'ampia possibilità di manovra consentita da un'eventuale irruzione nel settore che avrebbe tagliato fuori il Friuli e il Veneto, portando la guerra all'Adige e al Mincio, e forse fino al Po. Il secondo saliente, che aveva come vertice il passo di Monte Croce di Comelico, e venendo così a trovarsi nei pressi delle alti valli della Rienza e della Drava, favoriva invece gli italiani. Tuttavia, in prospettiva, uno sforzo in quel settore era operativamente condizionato dalle difficoltà morfologiche e dall'inadeguatezza del sistema ferroviario e stradale, così gli sforzi italiani vennero dirottati verso oriente, lungo l'Isonzo, dove Cadorna sperava di irrompere in territorio nemico.
Da Plezzo, sull'alto Isonzo, fino al passo dello Stelvio sul confine svizzero ci sono oltre 400 chilometri, più o meno tutti sopra i 2 000 metri di quota. Su questo terreno la guerra, come ogni attività umana, era soggetta ai capricci del clima. A metà strada lungo questo fronte si trovano le Dolomiti, che non erano una priorità né per l'uno né per l'altro schieramento, mentre nella parte sud-occidentale del fronte, quella compresa tra il confine svizzero e il lago di Garda si trovavano i gruppi dell'Ortles, della Presanella e dell'Adamello, che controllavano i passi dello Stelvio e del Tonale, anch'essi peraltro settori che non produssero particolari attenzioni nei piani dei due eserciti.
Le due importanti direttrici stradali che in linea teorica avrebbero potuto consentire lo sfondamento italiano verso il Tirolo e, in direzione opposta, il movimento dell'esercito austro-ungarico verso i centri industriali della Lombardia, erano in realtà efficacemente sbarrate e protette sia dagli austro-ungarici sia dagli italiani. In questa zona del fronte bastava essere in grado di chiudere i passi stradali, e ciò bastava ad entrambi agli eserciti per mantenere sotto controllo la situazione sui fronti alpini.

### Le difficoltà logistiche in alta montagna

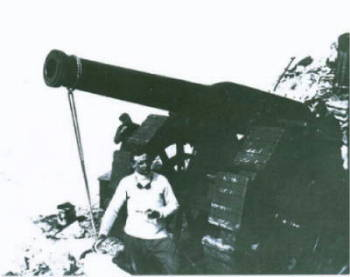
Uno dei cannoni 149G portato in alta quota nel corso della guerra

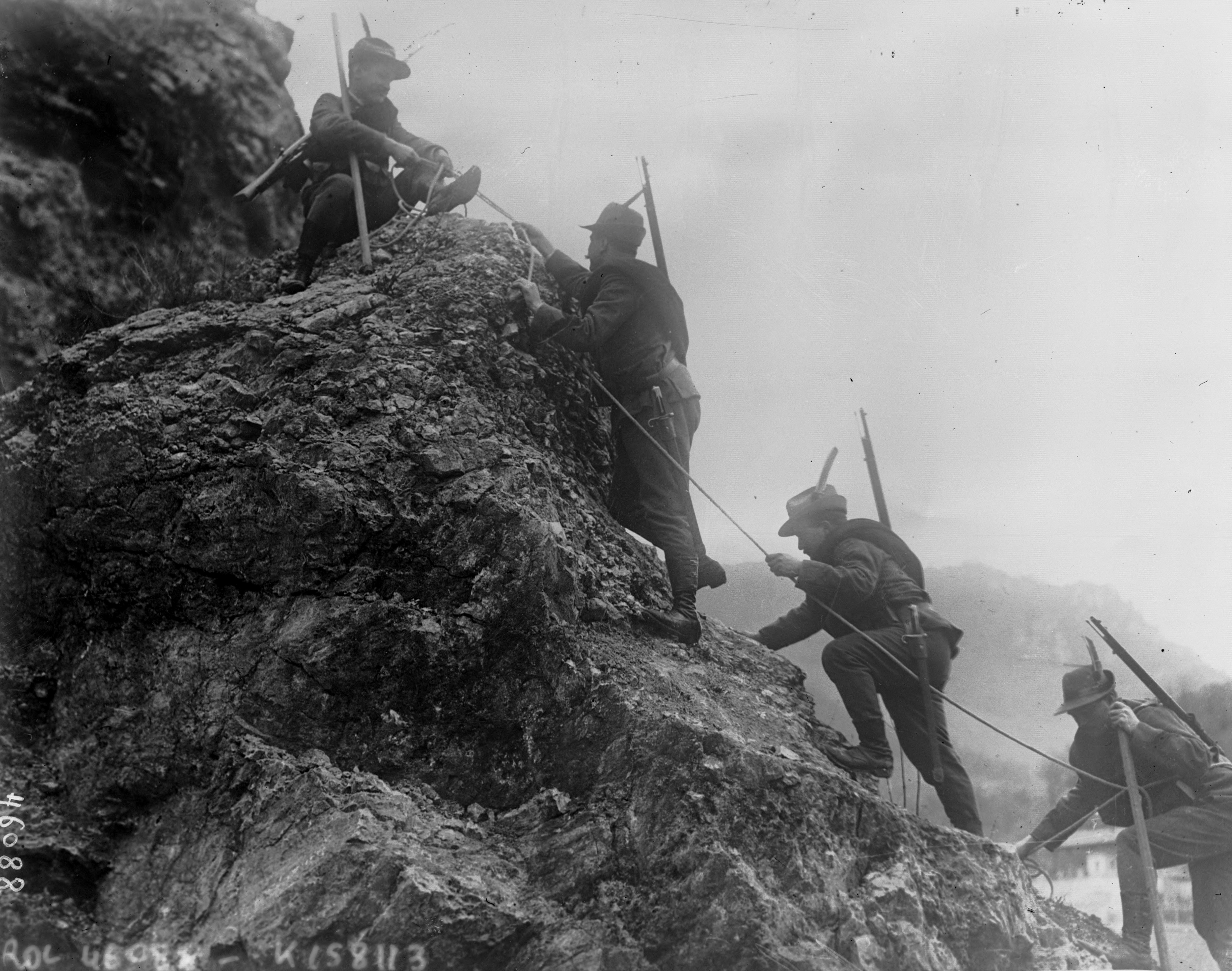
Truppe alpine scalano un monte

I problemi più gravi che dovettero affrontare gli eserciti impegnati sui fronti alpini furono quelli legati al carattere impervio del terreno ed alle condizioni climatiche estreme. Le montagne dei tre gruppi montuosi sono infatti assai elevate (con quote mediamente superiori ai 2 000 metri, fino ai 3 905 metri s.l.m. della vetta dell'Ortles) e difficili da percorrere: tanto più ci si allontanava dai fondo valle tanto più per i trasporti fu necessario ricorrere agli animali da soma ed alle spalle degli uomini, anche per i pesantissimi carichi dei materiali d'artiglieria. Solo col procedere del conflitto negli anni si realizzò una fitta rete di strade, mulattiere e sentieri, tale da raggiungere gli avamposti nei luoghi più impervi; negli ultimi due anni di guerra fu infine sistematizzato l'uso delle teleferiche, ma la stessa realizzazione di queste infrastrutture, strade e teleferiche, fu forse l'impresa che richiese più energie e sacrifici in questo particolare fronte.
In alta montagna le escursioni termiche sono notevoli e, al di sopra dei 2 500 metri sono normali anche d'estate temperature al di sotto dello zero. D'inverno poi il termometro scende anche diverse decine di gradi, e, negli anni del conflitto si registrarono spesso temperature inferiori ai 35 °C sotto lo zero. Il clima muta in tempi rapidi e le tormente sono all'ordine del giorno, non solo nei mesi più freddi. Infine gli inverni del 1916 e del 1917 furono fra i più nevosi del secolo, con i versanti delle montagne ricoperti da strati di 8 metri di neve, tre volte la media annua. Questo rese oltremodo difficile la permanenza delle truppe in alta quota obbligando gli uomini a continui lavori di scavo e di sgombero della neve; ma soprattutto la grande quantità di neve caduta aumentò spaventosamente il rischio di valanghe, falcidiando pesantemente le corvé di entrambi gli schieramenti. A tal proposito lo storico Heinz Lichem von Löwenbourg nel dopoguerra affermò: «In base a concordi ragguagli di combattenti di tutte le nazioni, vale la regola approssimativa che nel 1915-1918, sul fronte di montagna, due terzi dei morti furono vittime degli elementi (lavine, assideramento, frane, malattie da raffreddamento, sfinimento) e solo un terzo vittime di azioni militari dirette».

## Le forze in campo
Differentemente dal fronte isontino, in cui si scontravano grandi masse di uomini, spesso male addestrati, la Guerra Bianca si caratterizza per il basso numero di uomini impiegati, per il loro eccellente addestramento e per il fatto che fossero equipaggiati con il meglio che la tecnologia dell'epoca potesse offrire al fine di permettergli di sopravvivere in un ambiente tanto ostile.

### Regno d'Italia

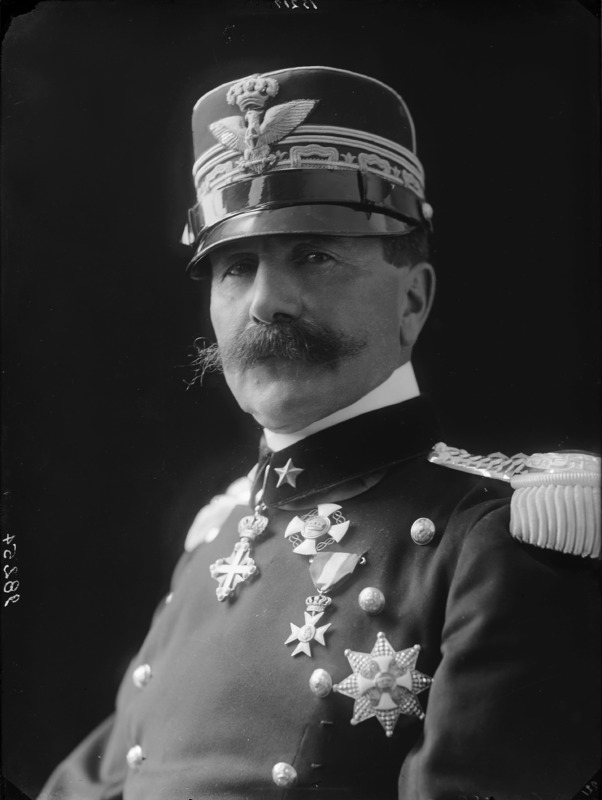
Il generale Roberto Brusati

Sul margine occidentale del fronte, schierata dal passo dello Stelvio al passo Cereda, sul margine meridionale delle Pale di San Martino, l'esercito italiano aveva posizionato la 1ª Armata agli ordini del generale Roberto Brusati con sede a Verona, dislocata su un enorme arco valutabile in linea d'aria sui 200 chilometri e in circa 300 sul terreno. Alle dipendenze dell'armata vi erano il III e il V Corpo, rispettivamente al comando dei generali Camerana e Aliprindi, ed intervallati dalle truppe dipendenti della Fortezza Verona, al comando del generale Gobbo. Il III Corpo occupava l'intero lato occidentale del saliente trentino, dallo Stelvio al Garda, su un tratto di fronte che poteva contare su numerose opere permanenti, però prevalentemente antiquate, che formavano gli sbarramenti di Bormio e del monte Tonale-passo del Mortirolo; più efficiente a livello numerico e qualitativo appariva lo sbarramento delle Giudicare, a protezione dell'alto Chiese. La 6ª Divisione era schierata sul confine mentre la 5ª costituiva la riserva del III Corpo. A sud, fra il Garda e l'altopiano Lessinico, si trovavano le truppe della Fortezza Verona, mentre dal passo delle Tre Croci e il passo Cereda era posizionato il V Corpo con le divisioni 9ª, 34ª e 15ª, a difesa del vertice del saliente trentino, con la 35ª Divisione di riserva nei pressi di Brescia. In questo settore il sistema di opere permanenti risultava assai più consistente, in parte antiquate, in parte moderne o in corso di completamento come il forte Campomolon.

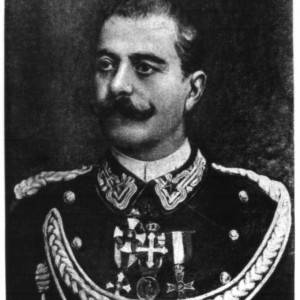
Il generale Luigi Nava

Sul settore dolomitico fu schierata la 4ª Armata al comando del generale Luigi Nava, con sede a Vittorio Veneto, che dislocava le proprie forze da passo Cereda al monte Peralba, cioè alle sorgenti del Piave, per uno sviluppo di circa 75 chilometri in linea d'aria, e di circa il doppio sul terreno. L'armata fu suddivisa in due settori: il settore Cordevole, compreso tra le Pale di San Martino e la rocchetta di Pelmo, era presidiato dal IX Corpo d'armata al comando del generale Marini e schierava in prima linea o in riserva la 18ª e la 17ª Divisione. Il settore Cadore, compreso tra la val Boite e le sorgenti del Piave spettava invece al I Corpo del generale Ottavio Ragni, con la 2ª e la 10ª Divisione schierate a ridosso del confine e la 1ª Divisione di riserva. Al contrario del settore Cordevole però, le truppe del settore Cadore potevano contare su le consistenti difese fisse della Fortezza Cadore-Maè, che tuttavia essendo stata costruita in modo difensivo, si trovava troppo lontana dal fronte per assolvere a qualsiasi funzione offensiva.
Vari furono i reparti che si distinsero durante le ostilità come ad esempio il Battaglione di Alpini Sciatori guidato da Nino Calvi o la pattuglia delle Guide Ardite della Val Zebrù, un reparto speciale costituitosi verso la fine dell'ottobre 1916 operando per breve tempo al comando del tenente Locatelli, al quale seguì il sergente Giuseppe Tuana. La pattuglia era composta da valtellinesi, bresciani o bergamaschi e valdostani. Di solito al completo, talvolta solo con alcuni componenti, ebbe parte notevolissima in tutte le imprese più rischiose. Gli uomini erano esperti alpinisti, cacciatori e quindi ottimi tiratori. Una volta stabilito lo scopo da raggiungere, godevano di completa libertà d'azione.

### Impero austro-ungarico

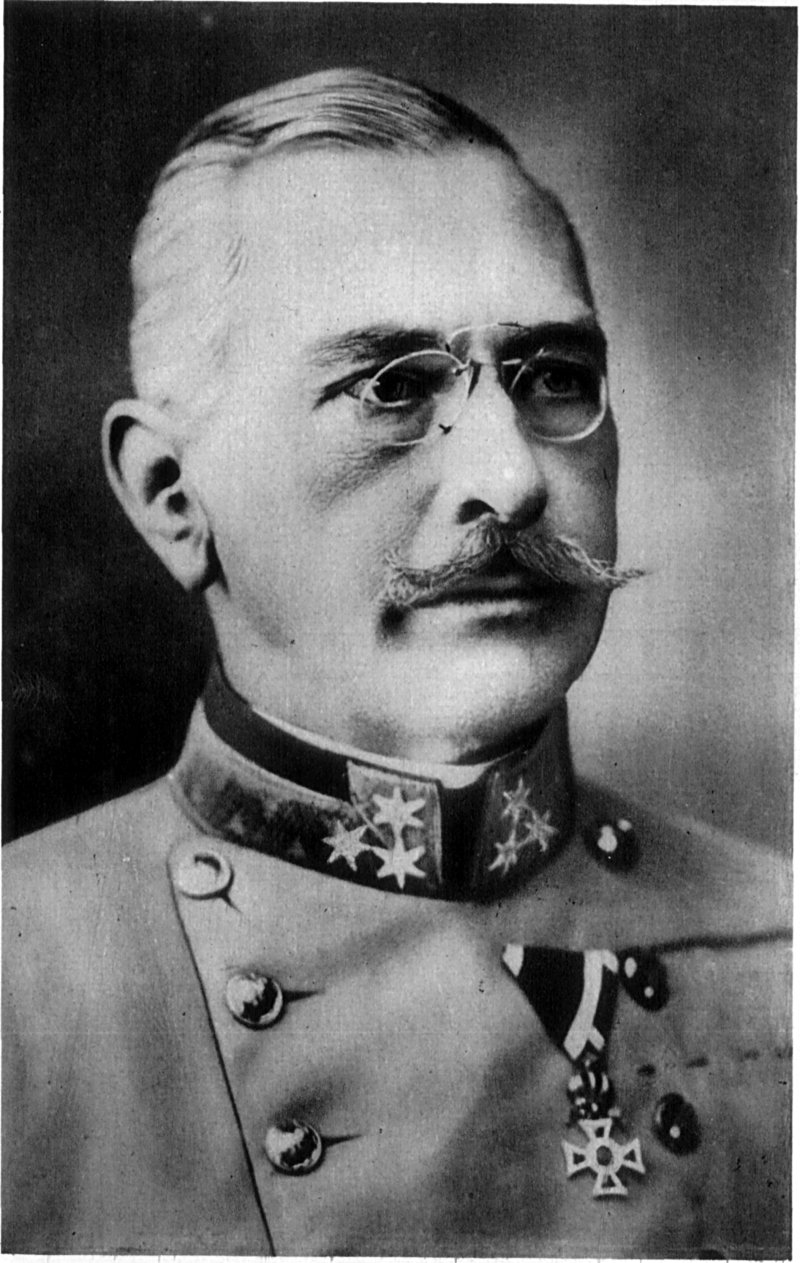
Il generale Viktor Dankl von Krasnik

Da parte austro-ungarica, il giorno dell'inizio delle ostilità il generale Viktor Dankl von Krasnik assunse il comando della difesa del Tirolo, con sede a Innsbruck, il cui limite territoriale andava dal passo dello Stelvio alla Croda Nera, situata sullo spartiacque carnico poco a est di Forcella Dignas: perciò si contrapponeva all'incirca con gli schieramenti congiunti della 1ª e della 4ª Armata italiana. La regione venne ripartita in cinque settori, detti Rayon; parte della 90ª Divisione del generale Scholz, composta da undici battaglioni, fu assegnata al presidio dei settori I e II, dallo Stelvio a cima Presèna, e poteva contare sul sostegno del forte Gomagoi situato sulla direttrice dello Stelvio e del moderno sbarramento posto a difesa del passo del Tonale.

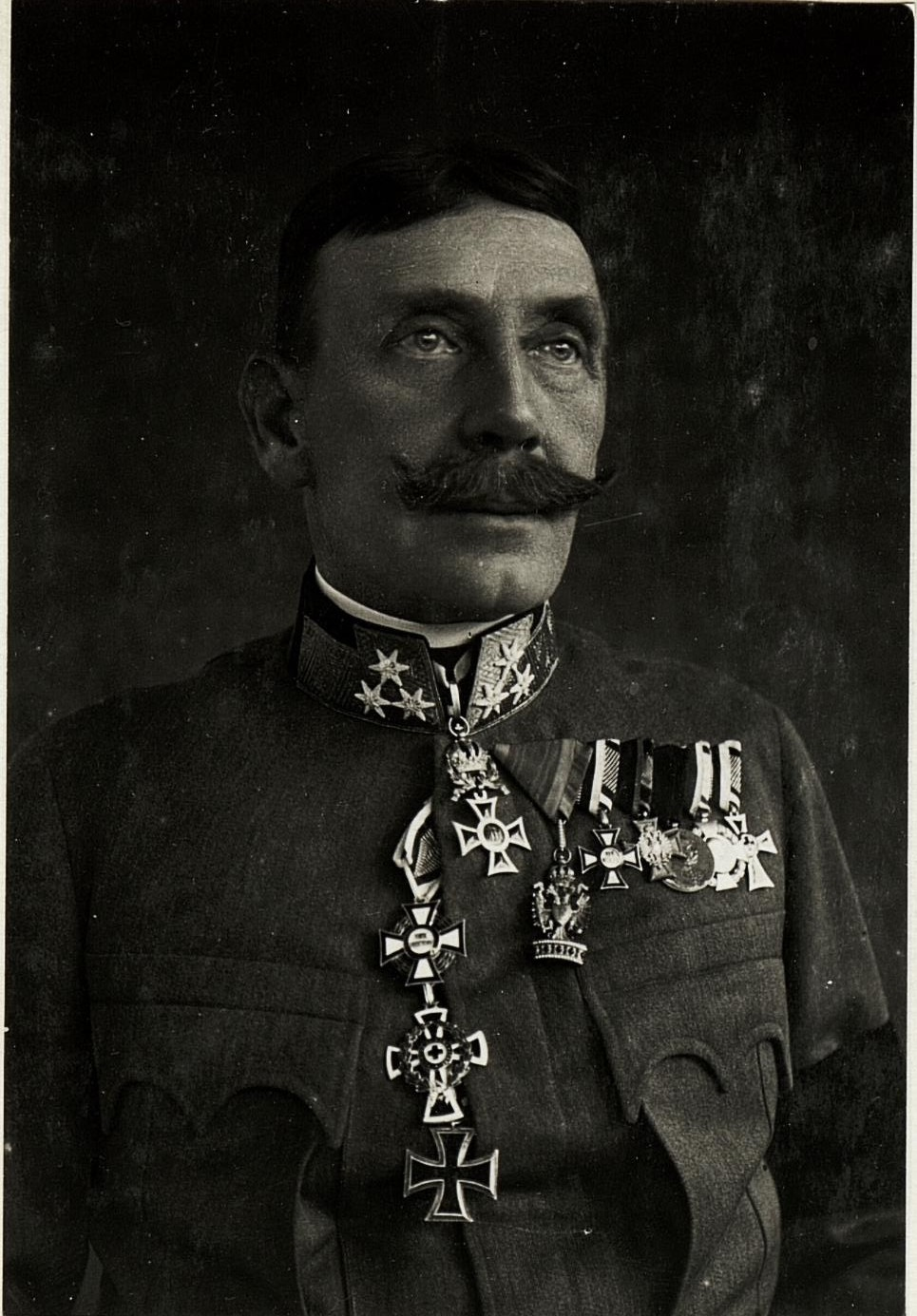
Il generale Können von Horack

Il III° settore correva dall'Adamello alle Pale di San Martino, ed era di competenza alla 91ª Divisione composta da una trentina di battaglioni, al comando del generale Können von Horack, dove una brigata controllava il presidio delle piazzeforti di Riva del Garda e di Trento, dipendenti dal generale Guseck. Questo sistema difensivo attorno a Trento era di grande importanza strategica, e indusse i comandi austro-ungarici a ripartire il settore in quattro sotto-settori, Lodaro, Lavarone, Rovereto e Pergine, che si avvalevano di moderne fortificazioni e diverse opere difensive. 
Il IV settore, compreso dalle Pale di San Martino al monte Padon era alle dipendenze della 90ª Divisione, ed era presidiato da una brigata da montagna su sette battaglioni, e poteva contare sullo sbarramento Cismon-Travignolo-Passo San Pellegrino. Ed infine il V settore, estendendosi da monte Padon alla Croda Nera, allineava una brigata da montagna su nove battaglioni, e poteva fruire su un articolato sistema di opere fisse difensive erette a guardia dei solchi vallivi più insidiosi nella vicina val Pusteria. L'addensamento di forze della 4ª Armata fece sì che il 27 maggio questo settore venisse sottratto alla 90ª Divisione e reso parzialmente autonomo al comando del generale Ludwig Goiginger e con il rinforzo di tre battaglioni. Ciò fino al sopraggiungere dell'Alpenkorps tedesco, il cui comandante Konrad Krafft von Dellmensingen assunse il comando del Tirolo e la responsabilità del IV e V settore, che mantenne fino al 14 ottobre, quando, partito l'Alpenkorps dall'Alto Adige, ne assunse il comando il generale Roth von Limanowa.
È dunque evidente in questa parte del fronte la superiorità delle forze italiane, ma la poca cognizione della situazione avversaria, il condizionamento politico, le incertezze, l'impreparazione specifica nella conoscenza e valutazione del terreno, la scarsa intraprendenza e l'eccessivo timore di accollarsi eventuali responsabilità soprattutto nelle sfere militari più alte, fecero sì che questa superiorità non venne sfruttata, neppure laddove si presentarono le occasioni più allettanti in chiave offensiva. Da parte asburgica peraltro, nei decenni precedenti lo scoppio del conflitto le risorse furono destinate al rafforzamento delle fortificazioni ad est in Galizia, e nella zona costiera. Per cui l'unico scopo nei settori alpini del fronte italiano fu quello di controbilanciare le spinte offensive italiane. Come capo di stato maggiore, Conrad aveva inoltre intenzionalmente trascurato le difese delle Dolomiti a favore di un rafforzamento del Gruppo degli Altipiani, come piattaforma da cui attaccare il Veneto. Di conseguenza le difese che si contrapponevano alla 4ª Armata erano di secondo piano rispetto a quelle del Trentino, così nei primissimi giorni di guerra, anziché cercare di tenere le poche e vecchie fortezze esistenti, il comandante Goiginger fece ripiegare i suoi uomini e distribuire le artiglierie sulle montagne circostanti. Dividendo le loro batterie in posizioni più o meno isolate sui versanti e sulle vette, gli austriaci sfruttarono in modo particolarmente efficace l'orografia del terreno dolomitico, assicurandosi tutto il vantaggio possibile nel tentativo di confinare il nemico nelle valli sottostanti e impedirgli l'accesso ai passi strategici.

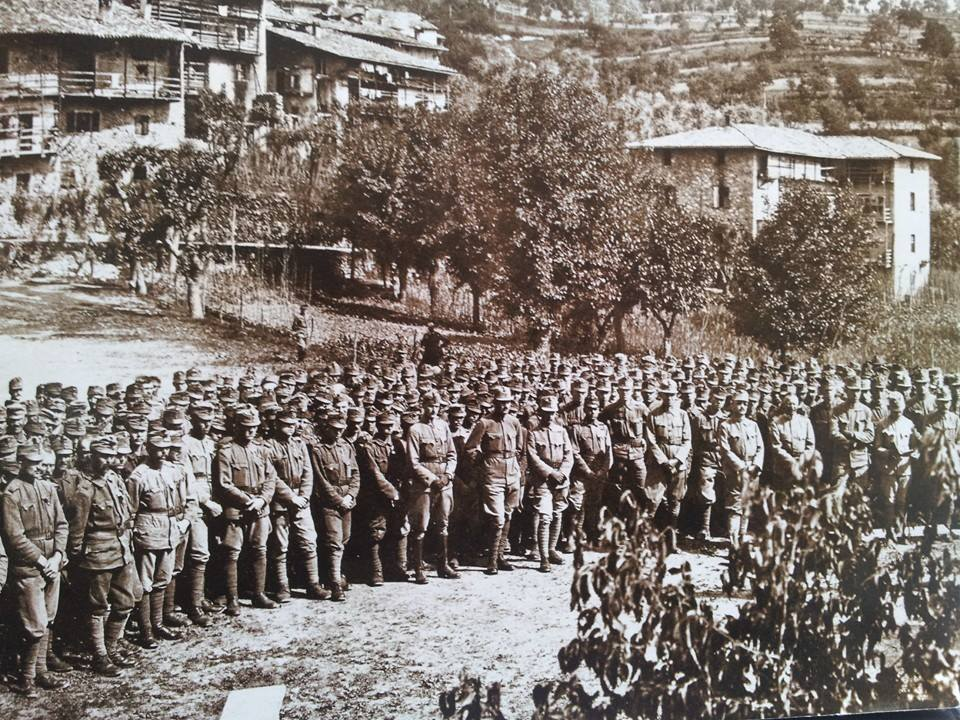
Messa da campo dei Kaiserjäger presso Castellano nel 1915

Le truppe da montagna austro-ungariche avevano il proprio nerbo nelle k.k. Gebirgstruppe (Truppe da Montagna) costituite da:
- Standschützen (Bersaglieri stanziali) componente del k.k. Landsturm, la leva di massa imperiale, composti da membri di associazioni che avevano sede presso un poligono di tiro ed avevano la caratteristica di poter eleggere autonomamente fra di loro i sottufficiali ed il capitano;
- k.k. Landesschützen (Bersaglieri Regionali) corpo militare a reclutamento di leva appartenente alla k.k. Landwehr reclutati nel Tirolo (che al tempo includeva anche il Trentino) e nel Vorarlberg;
- K.u.k. Kaiserjäger (Cacciatori Imperiali), reggimenti di tiratori scelti reclutati in particolare nel Tirolo e in misura minore in altri territori dell'impero.

### Le fortificazioni lungo il confine

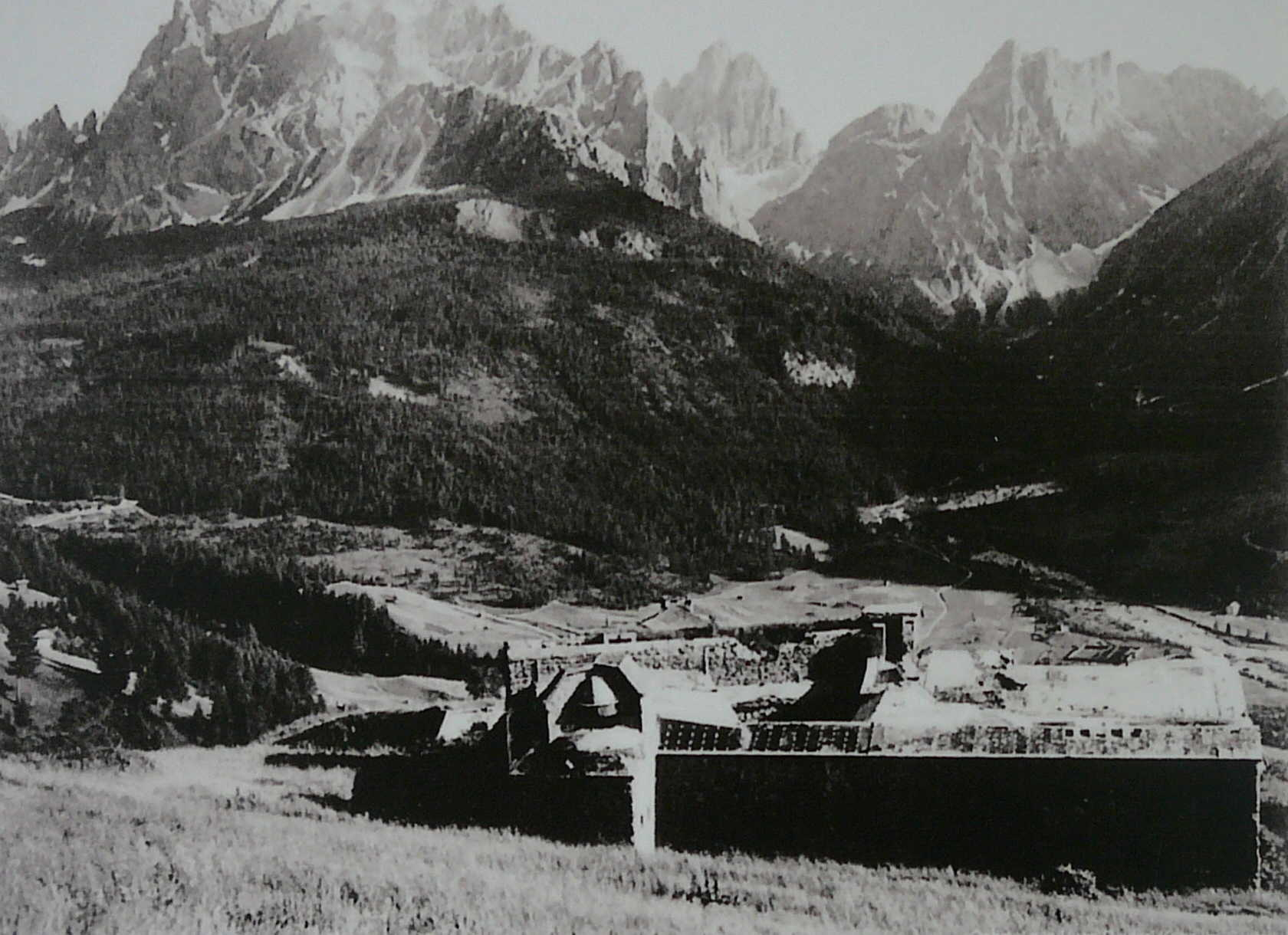
Il forte Mitterberg nel contesto delle Dolomiti di Sesto

In tempo di pace i piani di mobilitazione del comando supremo austro-ungarico non prevedevano la perdita di un solo palmo di terreno, e la costruzione delle fortificazioni permanenti lungo il confine si era basata su tale presupposto. Ma all'inizio delle ostilità gli austriaci non disponevano di forze sufficienti per poter presidiare tutta la linea di confine, e decisero quindi di attestarsi su una linea di difesa che, se abbandonava agli italiani qualche tratto di terreno, offriva però il vantaggio di attestarsi su posizioni più elevate e allo stesso tempo accorciando il fronte. La linea difensiva assunse così uno sviluppo complessivo di circa 400 chilometri, mentre la linea di confine ne avrebbe misurati almeno 500.
Sul fronte dolomitico gli austro-ungarici eressero tra il 1880 e il 1900 numerosi forti, mentre i corrispondenti allestimenti difensivi italiani si trovavano in posizioni troppo arretrate per interessare la linea del fronte; così un'eventuale avanzata austriaca nell'Agordino avrebbe incontrato il forte di Listolade, a nord di Agordo, mentre il Cadore era difeso dalla Chiusa di Venàs e dal forte di monte Rite, oltre che da numerose postazioni nascoste d'artiglieria. Da parte austriaca le fortificazioni nella zona delle Dolomiti di Ampezzo e Cadore erano rappresentate dagli sbarramenti di Prato Piazza (Plätzwiese) e di Landro, che erano stati abilmente completati con opere moderne nella zona circostante (Col Rosson, Alpe di Specie, Col di Specie, Rautkofel), mentre non erano stati adattati alla guerra moderna i forti di Haideck e di Mitterberg (monte di Mezzo) in val di Sesto, che avrebbero dovuto impedire la discesa dal passo di Monte Croce di Comelico verso la val Pusteria. Per rimediare a questa deficienza il monte Dentro di Sesto fu adattato a postazione fissa di pezzi di grosso calibro.

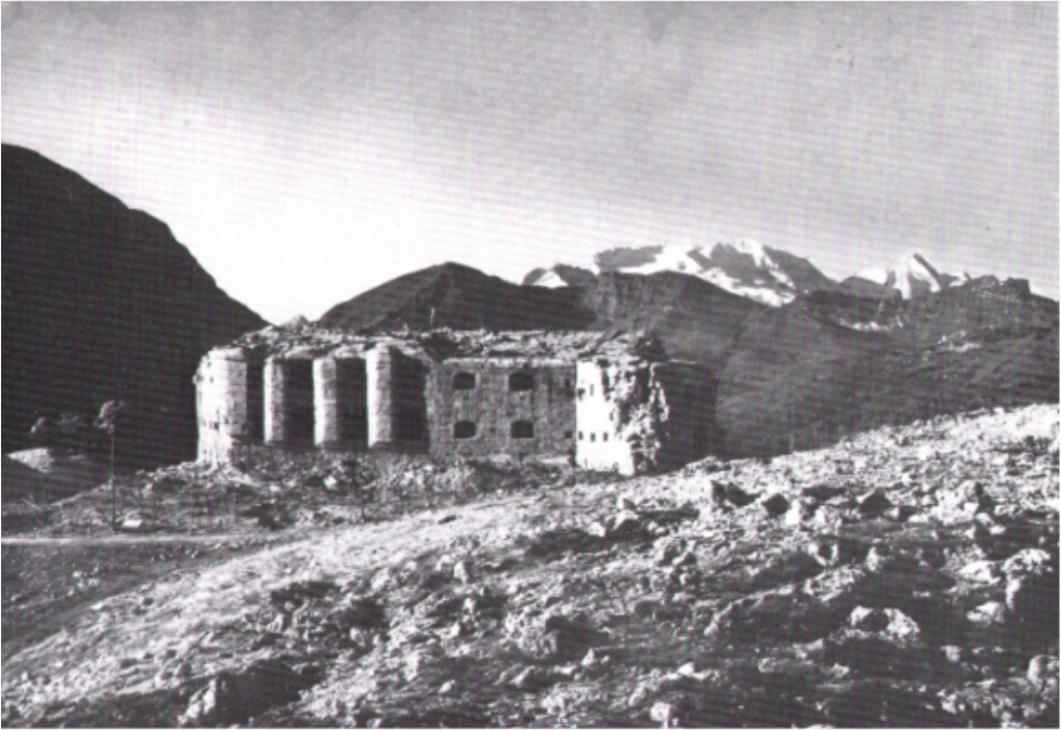
Il forte Tre Sassi nel 1916, ormai semi-distrutto dall'artiglieria italiana

Il passo fra la conca d'Ampezzo e l'alta val Badia era precluso dalla presenza del forte Tre Sassi, nascosto tra le pietraie del passo di Valparola, mentre la sottostante valle del Livinallongo (Fodom) era invece bloccata a monte di Pieve dal forte Corte e dalla Tagliata di Ruaz, sulla sottostante Strada delle Dolomiti. Infine presso Moena si trovava il piccolo forte Someda, che doveva sorvegliare la val di Fassa e soprattutto lo sbocco della valle di San Pellegrino, dove il fronte si trovava a pochi chilometri di distanza. Tutti questi forti erano di dimensioni modeste, molto meno imponenti delle vaste fortezze allestite sugli altopiani trentini e nella valle dell'Adige, e inoltre all'inizio della guerra vennero in parte disarmati, perché ritenuti ormai superati e inadeguati a resistere al tiro dei grossi calibri moderni. Le artiglierie furono spostate in posizioni più favorevoli e meno individuabili dal nemico; gli edifici erano troppo visibili e a volte si continuò a fingere che fossero occupati proprio per dirottare il tiro nemico verso bersagli inutili. Nella nuova guerra di montagna i forti persero gran parte del loro scopo difensivo dato che furono le montagne stesse a diventare delle fortezze formidabili, molto più facilmente difendibili di qualunque forte. Così entrambi gli eserciti, fin dall'inizio del conflitto, iniziarono una costante opera di scavo di caverne, gallerie, trincee, camminamenti, ricoveri e depositi sotterranei, che portò alla creazione di vere e proprie cittadine sotterranee relativamente al sicuro dal fuoco nemico. Il monte Piana e il Col di Lana mostrano notevoli esempi in questo senso, con la presenza di imponenti apparati difensivi, mentre altri esempi si possono riscontrare attorno al passo Valparola, dove il Sass de Stria con le sue gallerie e trincee, si contrappone al Lagazuoi, che venne letteralmente bucherellato più di ogni altra montagna delle Dolomiti perché nelle sue viscere si ingaggiò una cruenta battaglia combattuta a colpi di mine.

## Il settore delle Dolomiti

### Le operazioni nella Conca d'Ampezzo e Som Pouses
La guerra raggiunse Cortina d'Ampezzo il 31 luglio 1914 col bando che precettava tutti gli uomini validi per combattere nell'Impero austro-ungarico fra i 21 e i 42 anni di età; nel novembre dello stesso anno furono richiamati anche i ventenni, e nel maggio 1915, quando entrò nel conflitto anche l'Italia, la leva fu estesa fino al 50º anno di età. Ladini, trentini e tirolesi furono raggruppati in tre reggimenti di k.k. Landesschützen e quattro di Kaiserjäger, trasferiti in tutta fretta sul fronte orientale dove i combattimenti erano già accaniti, e dove l'esercito austro-ungarico perse quasi la metà dei suoi effettivi nel solo primo anno di guerra. Alla vigilia delle ostilità il generale Nava, comandante della 4ª Armata, dispose che i primi obiettivi da raggiungere sul fronte del Cadore erano: la presa di possesso dell'intero massiccio di Monte Piana e della conca di Cortina d'Ampezzo, entrambi nella zona operativa del I Corpo d'armata del generale Ragni. Nel frattempo il 20 maggio gli uffici pubblici e gli archivi di Cortina vennero trasferiti a Brunico e i gendarmi, le guardie di finanza, i pochi Standschützen presenti e gli anziani o i reduci rimpatriati per malattia o ferite, si ritirarono dietro Som Pouses a rinforzare le scarne difese dello sbarramento che chiudeva a nord la Conca. La conquista della Conca d'Ampezzo era una delle priorità degli italiani, ma il generale Nava, preoccupato di una forte resistenza e di agguati dai boschi, indugiò nel diramare gli ordini, consigliando ai comandanti di corpo d'armata di operare con molta cautela; così il 24 maggio trascorse tranquillo. L'inazione meravigliò il generale Konrad Krafft von Dellmensingen comandante dell'Alpenkorps tedesco, che annotò sul suo diario: «Apprendo che il nemico non ha intrapreso finora, in nessun punto, nulla di serio. Si vede che non sa cogliere il suo vantaggio». Solo alcune pattuglie esplorative varcarono il confine in diversi punti, giungendo a passo Tre Croci e alle Cinque Torri senza incontrare il nemico, e solo il 27 maggio una pattuglia scese fino a Cortina, trovandola completamente sgombra di difensori. L'abitato venne infine occupato il 29 da due colonne italiane che risalivano la valle da San Vito e scesero da passo Tre Croci.
Dopo l'occupazione italiana Cortina divenne sede di comandi e di ospedali e luogo di riposo per le truppe che rientravano dai combattimenti nel settore; tutta la conca fu frequentemente sottoposta al tiro dell'artiglieria austriaca, ma i bombardamenti non assunsero mai carattere di particolare intensità e interessarono poco l'abitato di Cortina, nel quale presumibilmente abitavano numerosi ampezzani della guarnigione di Som Pouses, che si oppose quindi al bombardamento del paese. Per evitare lutti alla popolazione, comunque, nel 1916 i comandi italiani furono spostati lontano dall'abitato, e la vita a Cortina trascorse tranquilla fino al 5 novembre 1917, quando gli austriaci, in seguito della rotta di Caporetto, ne ripresero il possesso. L'ultimo inverno di guerra coincise anche con il periodo più duro per le popolazioni civili, coinvolte nella tremenda penuria alimentare che colpiva l'impero asburgico, che costringeva le truppe austro-ungariche a sequestrare i pochi viveri degli abitanti dei luoghi occupati.
Conquistata Cortina, fin dai primi giorni apparve chiaro che l'occupazione non poteva essere mantenuta qualora non fosse stato assicurato il possesso dell'intera conca, e cioè del bastione roccioso che si leva a nord-ovest (Tofane) e di quello che si leva a nord-est (Pomagagnon e monte Cristallo) con la testata settentrionale della conca stessa (sbocchi di val Travenanzes, val Fanes e Val Acqua di Campocroce in val Boite). Altro obiettivo da raggiungere, importante sia strategicamente che a livello logistico, era l'occupazione della strada d'Alemagna tra Cortina e Carbonin. Così a fine maggio 1915 le truppe italiane avanzarono la "linea di investimento": Col Drusciè-Cadin-Staolin, linea dalla quale si sarebbe tentato l'attacco alla linea di difesa di Som Pouses.
L'azione progettata dal comando italiano prevedeva di attaccare lo sbarramento con tre colonne d'assalto, sostenute da un notevole schieramento di artiglieria campale e da batterie di obici e di cannoni da 149 mm e di mortai da 210 mm piazzati sulle alture circostanti Cortina. La prima colonna di sinistra, che ebbe come punta avanzata le compagnie di alpini, sostenne nella notte tra l'8 e il 9 giugno aspri combattimenti a Ponte Alto, che occupò, e da dove effettuò diversi attacchi contro lo sbarramento di Fanes e verso la val Travenanzes nel tentativo di compiere una manovra avvolgente attorno al gruppo delle Tofane, in concomitanza con altri attacchi sul Lagazuoi e contro il Castelletto delle Tofane. Le puntate offensive italiane proseguirono fino al 16 giugno con scarsi risultati; gli austro-ungarici erano ottimamente trincerati in val Travenanzes e avvantaggiati dalla conformazione del terreno, così i comandi italiani sospesero gli attacchi.
La colonna di centro, forte di due battaglioni di fanteria, puntò direttamente contro lo sbarramento di Som Pouses, potentemente fortificato e munito di ottime postazioni difensive a partire dalla trincea nella valle dell'Acqua di Campo Croce fino alla cresta dei Ciadenes-I Zuoghi che racchiude la val Gotres. Una rapida azione avvolgente consentì il 9 giugno agli italiani di occupare Podestagno, una rupe boscosa che dominava la strada d'Alemagna, ma anche in questo settore i continui attacchi italiani cozzarono inesorabilmente contro le difese austriache, e la sera del 14 giugno il comando italiano sospese ogni ulteriore tentativo d'avanzata. Non meno sfortunata fu la colonna orientale, che il 7 giugno, aggirando il Pamagognon scese lungo la val Grande e raggiunse la strada d'Alemagna nei pressi della località di Ospitale. Da qui, risalendo la val Gotres, fortificata su tutto il lato destro idrografico nella lunga cresta dei Ciadenes e dei Zuoghe, l'attacco si sarebbe spinto fino al termine della valle, a forcella Lerosa, lungo ampie praterie dove gli austriaci erano ben trincerati. Divisi in tre gruppi d'assalto, gli italiani attaccarono il 9 giugno, ma una volta arrivati nell'ampio pianoro furono accolti da un violento fuoco di armi automatiche che costarono grosse perdite, oltre cinquanta prigionieri, e la sospensione immediata degli attacchi.
Questa serie di attacchi non ottenne i risultati sperati, ma solo un'avanzata limitata che consentì agli italiani di attestarsi su una linea più avanzata e più vantaggiosa che andava da Ponte Alto al rio Felizon, in località Rufiedo. Stranamente i comandi italiani non vollero, o non seppero, sfruttare il vantaggio politico conseguente alla cattura di alcuni Jäger bavaresi a Ponte Alto, che dimostrava inequivocabilmente la presenza di truppe tedesche impiegate in modo offensivo oltre le linee difensive austriache, nonostante l'Italia non fosse ancora in guerra con la Germania. Questo episodio non ebbe alcun seguito, e gli italiani non denunciarono il fatto. A questi attacchi seguì esattamente un anno di tregua, e nel giugno 1916 gli italiani tentarono un nuovo assalto, stavolta concentrato contro la Croda dell'Ancona e contro il coston del Forame, la cui conquista avrebbe consentito una rapida discesa in val Felizon verso Carbonin e in val Acqua di Campo Croce, da dove avrebbero minacciato seriamente la permanenza nemica nella Conca d'Ampezzo. Consapevoli di ciò gli austriaci fortificarono ulteriormente le loro posizioni in quel settore, e il 7 giugno furono pronti ad affrontare le truppe italiane che risalendo la strada d'Alemagna iniziarono l'attacco. Gli attaccanti vennero efficacemente contrastati fin dai primi momenti e per i giorni successivi, dove alpini e fanti si alternarono in una serie di sanguinosi attacchi contro le postazioni nemiche di croda dell'Ancona, di selletta Som Pouses e di Ciadis. Nonostante l'impegno dei soldati italiani, alla sera del 22 giugno, dopo un ultimo vano e sanguinoso tentativo alla selletta di Som Pouses, venne dato l'ordine di sospendere gli attacchi, che costarono agli attaccanti 324 morti, 2826 feriti e 85 dispersi. Dopo questo attacco le posizioni rimasero invariate fino alla ritirata italiana nell'autunno del 1917.

### Monte Piana
I confini del 1866 su quasi tutta la frontiera avevano lasciato in condizioni favorevoli gli austro-ungarici, ma sul monte Piana il confine favoriva l'Italia, dove il tavolato che formava la parte superiore del monte era quasi in totalità italiana (a parte l'estremità settentrionale in mano austriaca, denominata ai tempi, monte Piano) e veniva a costituire un cuneo tra la val Rienza e la val di Landro, puntato verso Dobbiaco. Già prima della guerra gli austriaci avevano rimediato alla minaccia con i lavori effettuati sul monte Rudo (Rautkofel), che venne trasformata in una fortezza naturale armata con diverse batterie che dominava l'intera sommità del monte Piana. 
Durante i primi giorni di guerra si assistette all'azione di piccole pattuglie italiane, le quali si spinsero quotidianamente in esplorazione verso le trincee nemiche, spingendosi via via fino sotto ai reticolati nemici, dai dove però furono perentoriamente scacciate indietro il 7 giugno 1915, giorno in cui gli austro-ungarici compirono la loro prima azione di rilievo sul pianoro di monte Piana. Goiginger diede disposizioni per un attacco condotto da due compagnie di Landesschützen e alcuni reparti di Standschützen, che quali salendo di notte da Carbonin, attaccarono e annientarono il presidio italiano a Piramide Carducci (dove inizialmente erano stanziati gli austriaci, e che si trovava pressappoco a metà del pianoro), riconquistando la posizione e spingendosi fino alle linee italiane. La reazione italiana fu molto decisa, e grazie ad un nutrito tiro di fucileria e al supporto dell'artiglieria, intorno alle 08:00 del mattino le truppe austro-ungariche iniziarono una lenta ritirata combattuta dal pianoro, ritornando verso sera alle posizioni di Piramide Carducci e Forcella dei Castrati. Sporadici combattimenti, perlopiù riconducibili al tiro delle artiglierie, continuarono fino all'11 giugno, quando da entrambe le parti si assistette ad una pausa nei combattimenti di oltre un mese, in cui le posizioni si stabilizzarono.
Il comando italiano fu eccessivamente prudente nelle prime settimane di guerra, e non colse l'occasione di sfruttare la sorpresa e la relativa superiorità numerica. Gli italiani decisero di attaccare solo dopo l'arrivo di un numero sufficiente di pezzi d'artiglieria, e solo potendo contare su una netta superiorità numerica, così il 15 luglio il generale Ottavio Ragni poté dare il via all'attacco verso le postazioni nemiche. Per cinque giorni si susseguirono attacchi su tre direttrici, con i quali si riuscì a scacciare gli austriaci dal pianoro meridionale e a conquistare Forcella dei Castrati, ma non l'importante e strategico margine nord del monte, che rimase inespugnato nonostante ripetuti attacchi. Solamente l'ultimo giorno di attacco, il 20 luglio, le cifre italiane riportarono 104 morti, 578 feriti e 151 dispersi, nella maggior parte disintegrati dall'artiglieria nemica.
Assalti e contrattacchi si susseguirono fino a settembre, quando entrambi gli schieramenti furono costretti a fermare ogni operazione bellica per prepararsi al primo inverno di guerra, durante il quale soprattutto gli austriaci soffrirono la precarietà della loro posizione, del tutto priva d'acqua e di combustibile, riforniti unicamente dalle lente colonne di portatori che salivano da Landro lungo un ripido sentiero bersagliato dall'artiglieria italiana. I mesi autunnali e invernali furono quindi soprattutto utilizzati per migliorare la situazione logistica con lo scavo di trincee coperte, gallerie e caverne al riparo del ciglione settentrionale; i sentieri del versante occidentale furono allargati, e in parte ritracciati in posizioni più defilate, mentre a fine novembre fu posizionata la teleferica che per i successivi due anni garantì l'approvvigionamento dello schieramento austro-ungarico.
Il 1916 vide un progressivo rafforzamento delle posizioni, soprattutto da parte austriaca, dove l'intera sommità in loro possesso divenne una rete di opere difensive fortificate, in cui i soldati conducevano una vita soprattutto sotterranea fra trincee coperte, cunicoli di collegamento, gallerie e caverne attrezzate per le diverse funzioni. Gli italiani, con forze maggiori ma in posizioni svantaggiate, nel contempo proseguirono la lentissima avanzata sul pianoro settentrionale riuscendo in agosto a conquistare il cosiddetto "Fosso degli Alpini", un lungo avvallamento sul margine orientale del tavolato, delimitato da un dosso erboso a strapiombo sulla val Rimbianco, denominato dagli austriaci "Kuppe K". Questa posizione era peraltro molto importante perché teneva gli austriaci impegnati su un altro lato del monte, e soprattutto perché consentiva agli italiani di proteggere la via di salita lungo il vallone dei Castrati, da cui avrebbero potuto attaccare direttamente le linee nemiche. Così a fine agosto iniziò una breve ma accanita battaglia per la conquista del dosso "K", che fu conquistato e perso almeno un paio di volte da entrambi i contendenti, fino a quando gli italiani non ci si posizionarono definitivamente. Per tutto l'inverno e la primavera del 1917 non ci furono avvenimenti sostanziali, ma la guerra di logoramento proseguì senza sosta, con bombardamenti, scontri fra pattuglie, tentativi di infiltrazioni nemiche e lo scavo di gallerie di mina, sia da parte austriaca che italiana. L'ultimo attacco di vasta portata fu compiuto dagli austro-ungarici il 22 ottobre - appena due giorni prima dello sfondamento di Caporetto - per dirottare l'attenzione italiana dagli spostamenti di truppe lungo la val Pusteria e dalle reali intenzioni strategiche. Le modeste conquiste iniziali furono rapidamente vanificate dalla reazione dell'artiglieria italiana, che riportò gli attaccanti alle posizioni di partenza. Questo fu l'ultimo episodio di rilievo su monte Piana, pochi giorni dopo sgombrato dagli italiani.

### Il fronte della Croda Rossa di Sesto
Situata al margine orientale del settore della 4ª Armata italiana, la Croda Rossa di Sesto divenne fin da subito un bastione pieno di contrafforti, che venne occupato dalle truppe austro-ungariche nel versante di Sesto, e dal quale potevano controllare i prati e i boschi di passo di Monte Croce di Comelico e verso sud controllare Cima Undici, cresta Zsigmondy e monte Popera. Dal canto loro gli italiani provenivano da sud e da est, cioè da Comelico, dal passo Fiscalino e dalla forcella Giralba, accessibile dal fondo valle dell'Ansiei. In questo settore i primi mesi di guerra furono calmi, soprattutto a causa della neve che rendeva inagibili le vette che superavano i 3 000 metri, vi fu però un instancabile movimento di pattuglie in perlustrazione nel tentativo di individuare le posizioni occupate dal nemico, soprattutto da parte italiana, per i quali le forze dei difensori austriaci erano del tutto ignote. Gli austriaci erano invece avvantaggiati perché conoscevano ottimamente il settore e potevano avvalersi di una delle migliori guide della zona, Sepp Innerkofler, e del contributo dell'Alpenkorps tedesco, che in luglio arrivò a dar manforte alle poche truppe austriache del settore. L'Alpenkorps provvide ad issare due cannoni da montagna sul versante settentrionale della vetta, in modo da colpire un'eventuale avanzata italiana dal passo di Monte Croce, mentre gli Alpini, duramente impegnati al fronte di Lavaredo, temporeggiarono. Il 7 luglio venne distrutto il rifugio Zsigmondy, ad agosto venne occupata l'alta val Fiscalina e gli alpini si spinsero fino alla cresta Zsigmondy, portando con enormi difficoltà due pezzi da montagna ai 3 042 metri di monte Popera. L'attenzione degli italiani si spostò quindi verso il passo della Sentinella, di grande valore strategico perché da lì si dominava il Comelico - con il vallon Popera in mano italiana - e della valle di Sesto; inoltre era l'unico passaggio da dove si poteva sperare le difese austriache del passo di Monte Croce.
Dopo alcuni limitati attacchi italiani al passo della Sentinella tra agosto e settembre, che servirono più che altro a valutare le reali potenzialità difensive nemiche, l'arrivo dell'autunno portò ad una stasi completa del settore, in cui entrambi gli schieramenti lasciarono solo piccole guarnigioni strettamente necessarie. Furono gli italiani a prendere in mano la situazione studiando un nuovo attacco al passo della Sentinella per febbraio 1916, che prevedeva l'occupazione preliminare di Cima Undici. La scelta degli uomini ricadde sulle esperte truppe alpine dei battaglioni "Cadore" e "Fenestrelle", particolarmente adatte alla guerra in alta montagna, che il 30 gennaio partirono dai baraccamenti della cresta Zsigmondy guidate dal capitano Giuseppe Sala verso Cima Undici da dove avrebbero attaccato il passo. Proseguendo solo di notte o col maltempo, attraverso forcelle, pareti e cenge esposte, e attrezzando le pareti con corde fisse, tende e piccoli baraccamenti ben nascosti e defilati, gli alpini riescirono a superare le tremende settimane di febbraio e marzo, quando tutta la montagna era paralizzata dalle nevicate molto abbondanti che si scaricavano nei canali con continue valanghe. A fine marzo, con l'arrivo del bel tempo, gli alpini avenano ormai raggiunto due stretti intagli soprannominato forcella "Da Col" e "Dal Canton", da dove potevano attaccare il passo della Sentinella. Gli austriaci dal canto loro erano completamente ignari di questa azione, e nella notte tra il 15 e il 16 marzo trentasei uomini guidati da Sala e da altri due ufficiali piombano sul passo senza incontrare resistenza, protetti dall'artiglieria italiana che nel frattempo si era portata a tiro del vallone della Sentinella da dove sarebbero arrivati i rinforzi austriaci.
La conquista di passo della Sentinella non avrebbe dato però nessun vantaggio significativo finché gli austriaci avessero tenuto il controllo della Croda Rossa. La posizione era molto difficile per entrambi gli schieramenti, e dopo qualche assalto italiano facilmente neutralizzato dal fuoco dei difensori, proveniente anche dalla temibile posizione di forcella Undici (munita di tre mitragliatrici e un cannone da montagna), gli austriaci iniziarono un'opera di rafforzamento delle posizioni e di protezione delle vie di rifornimento, continuamente sotto tiro dell'artiglieria alpina posizionata nel vallone della Sentinella e nel pianoro del Dito. Gli uomini del presidio austro-ungarico passarono da 20 a 150, tutta la sommità venne fortificata e costellata di ricoveri, rendendo di fatto la Croda imprendibile. Dal 16 giugno, giorno dell'ultimo e inutile tentativo italiano contro la Croda, le posizioni rimasero invariate fino al novembre 1917, e la battaglia per la Croda Rossa si trasformò in una quotidiana attività di osservazione e ricognizione, con occasionali piccoli scontri tra sentinelle e pattuglie. Ma la preoccupazione principale per entrambi gli schieramenti fu quella di sopravvivere al tremendo inverno che colpì il fronte dolomitico, infatti soltanto le valanghe provocarono un numero di vittime molto maggiore di quelle avute in combattimento, e la solitudine, la fame, il freddo e le enormi difficoltà del terreno provocarono non pochi casi di inedia, congelamento e malattia.
Le uniche azioni di un certo rilievo che crearono danni allo schieramento austriaco non avvennero grazie agli scontri in alta montagna, bensì furono il risultato dell'opera dei giganteschi obici da 280 e 305 mm posizionati dagli italiani attorno alla conca di Misurina e sul versante comelico del passo di Monte Croce. I loro tiri, guidati dal lungo occhio degli osservatori annidati in cima al Cristallino di Misurina, sul Popera e sulle alte forcelle di Cima Undici (su cui era posizionato un pesante riflettore portato in vetta dagli alpini durante il secondo inverno di guerra, che poteva indicare gli obiettivi alle artiglierie italiane), da dove la vista si spingeva fino ai nodi ferroviari di Dobbiaco e San Candido. Ma furono i paesi di Moso e Sesto a subire più di tutti la violenta azione degli enormi obici italiani. Il primo fu evacuato dagli austriaci e quasi completamente distrutto dagli italiani per impedire al nemico di utilizzarlo per stipare i rifornimenti, mentre Sesto non venne inizialmente evacuata, e questo causò moltissime vittime civili dato che il paesino era considerato dagli italiani come un importante obiettivo militare, dove erano presenti alloggiamenti, magazzini, servizi logistici e telefonici. I bombardamenti ai centri abitati nelle retrovie dello schieramento austriaco continuarono fino al 1917, quando le artiglierie vennero ritirate in seguito allo sfondamento di Caporetto.

### Le Tre cime di Lavaredo e il Sasso di Sesto

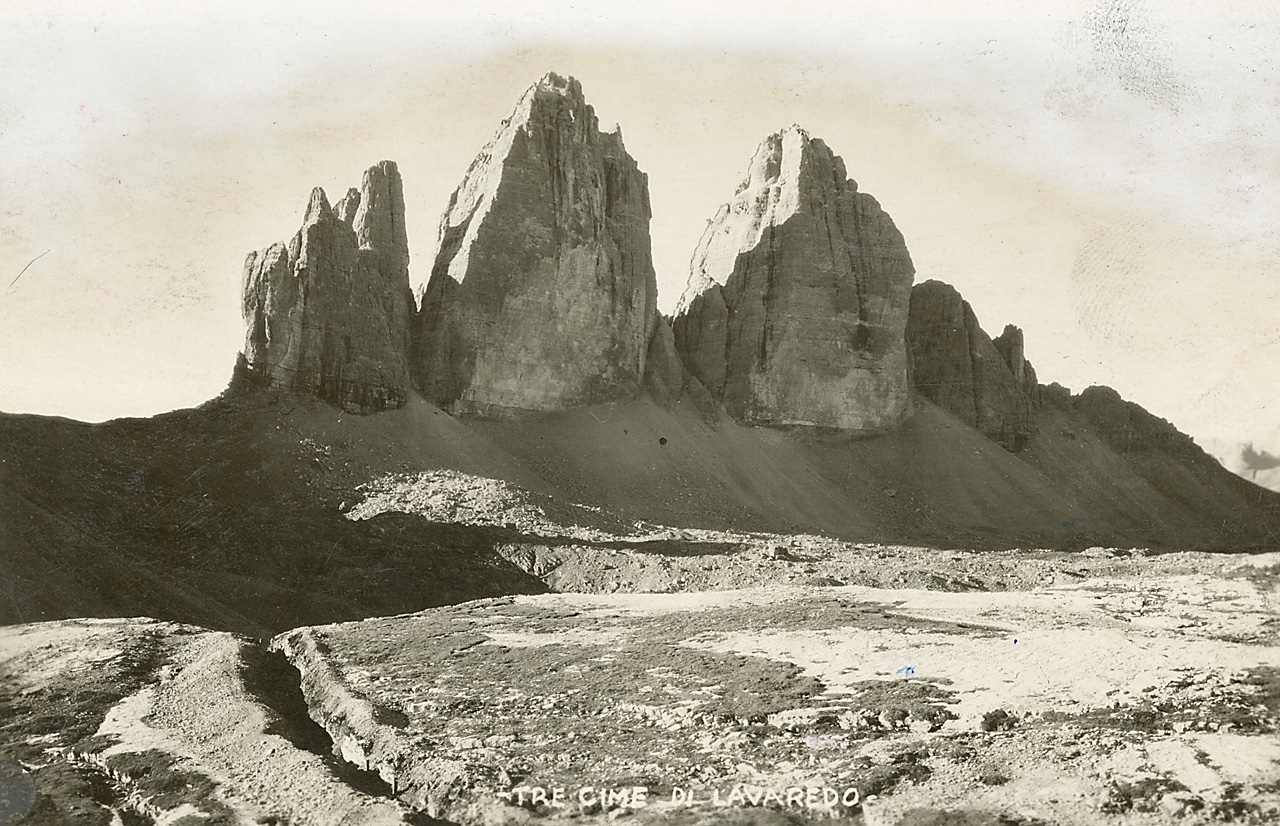
Le Tre cime di Lavaredo fotografate negli anni della prima guerra mondiale.

Il settore bellico di Lavaredo fu sicuramente secondario rispetto ad altri, per esempio al vicino settore di monte Piana, ma la sua notorietà fu ed è enorme. A ciò contribuì certamente la fama dei luoghi già da tempo celebri agli appassionati di montagna; le Tre Cime di Lavaredo che sovrastano l'omonimo altopiano da cui scende la val Rimbon e quindi la val Rienza, la cresta seghettata della Croda del Passaporto e del monte Paterno, oppure la Torre di Toblin e la Torre degli Scarpieri. E grande scalpore suscitò la morte, proprio in questo settore, della già citata guida Sepp Innerkofler, che aveva accompagnato sulle montagne clienti da tutta Europa.
La guerra in questi luoghi arrivò la mattina del 24 maggio 1915, con i colpi dei cannoni posizionati a Torre degli Scarpieri e monte Rudo che sparavano verso monte Piana, ai quali gli austriaci risposero colpendo le postazioni italiani di forcella Lavaredo e forcella Col di Mezzo dove uno shrapnel colpì due alpini della 67ª Compagnia: i primi morti del fronte dolomitico. Nei giorni successivi seguirono diversi scontri tra pattuglie e piccoli gruppi di soldati-scalatori in azioni di perlustrazione o nel tentativo di occupare piccole porzioni di territorio roccioso, ma l'azione forse più famosa rimane quella austriaca del 4 luglio 1915 dove perse la vita Innerkofler, che assieme ad alcuni Standschützen tentò di occupare forcella Passaporto in modo tale da tagliare i rifornimenti italiani che passavano da lì verso il Paterno. L'azione fallì e la permanenza degli italiani sul Paterno continuò, ma il comandante austriaco Goiginger decise di tentare altri assalti verso croda di Mezzo e croda dell'Arghena nella zona delle Tre Cime la sera dello stesso giorno. La notte del 5 luglio un forte gruppo di Standschützen attaccò forcella di Mezzo, ma venne respinto da due gruppi di alpini, mentre forcella Arghena venne attaccata all'alba e respinta da un reparto di fanteria, mettendo temporaneamente la parola fine agli attacchi austro-ungarici nel settore di Lavaredo.
L'evento saliente, anche se non decisivo, della guerra a Lavaredo fu l'attacco sferrato dagli italiani verso la metà di agosto, quando il comando del I Corpo d'armata viste le vane azioni contro gli sbarramenti di Landro e Monte Croce di Comelico, decise di tentare un aggiramento lungo la val Fiscalina e la val Campo di Dentro. Dietro alle Tre Cime vennero ammassati sei battaglioni col supporto di due battaglioni di cannoni da montagna in aggiunta a quelli già presenti. L'attacco iniziò il 14 agosto con un'avanzata verso forcella Toblin su tre direttrici diverse: da forcella Col di Mezzo, dalla forcella Lavaredo e dalla forcella Pian di Cengia. Quest'ultima colonna fu la prima a conseguire il successo con la conquista della conca dell'Alpe dei Piani, mentre le altre due colonne faticarono ad avanzare ostacolate dall'artiglieria, fino ad inchiodarsi sotto forcella Toblin. Dopo tre giorni di aspri combattimenti la fanteria italiana riuscì a conquistare forcella Toblin e il Sasso di Sesto, ma non ad occupare Torre Toblin, che rimanendo in mano nemica consentiva ai difensori di sbarrare la strada verso forcella di San Candido e quindi verso la val Pusteria. Altri tentativi italiani fallirono e il sogno di avanzare in val Pusteria svanì, ma gli italiani riuscirono a spostare il fronte di circa 12 chilometri migliorando sensibilmente la loro linea difensiva. Le postazioni dei due schieramenti si trovarono così vicinissime: fra il Sasso di Sesto e Torre di Toblin correvano appena poche centinaia di metri e ciò contribuì a rendere quel piccolo settore molto conteso, ma non al riparo dall'inverno, infatti dopo l'ultimo tentativo austriaco del 30 ottobre, nel settore di Lavaredo non vi più nessuna azione di rilievo per tutto il 1916.
Nell'estate 1916 ci furono comunque piccoli scontri e un'azione continua di tiratori scelti da entrambe le parti, ma dopo i rigori dell'inverno, la preoccupazione maggiore per i due eserciti fu quella di fortificare le posizioni e prepararsi all'inverno. La stagione invernale 1916-1917 fu di un rigore senza precedenti, già da fine agosto la neve cadde nel settore e, contrariamente al solito, non si sciolse. Già a novembre alcune postazioni rimasero isolate, le teleferiche e gli uomini vennero spesso colpiti dalle valanghe, ed entrambi gli eserciti si specializzarono nello scavo nella roccia e nel ghiaccio di un infinito dedalo di tunnel e ricoveri per migliorare la sicurezza dei soldati. Dallo scavo quotidiano di tunnel nacque l'idea perciò dell'ultimo assalto al Sasso di Sesto. Gli austriaci iniziarono così lo scavo di un tunnel nella neve che durò due mesi, e il 21 aprile sessanta soldati scelti, conoscitori della disposizione difensiva italiana, sbucarono a poco più di due metri dalle linee nemiche, attaccando con bombe a mano le trincee. I difensori furono presi completamente di sorpresa e molti prigionieri vennero catturati mentre dormivano, le trincee vennero completamente conquistate, ma dall'interno delle caverne scavate nella roccia gli italiani si riorganizzarono in fretta. Le artiglierie italiane all'alba iniziarono a colpire gli attaccanti, mentre due plotoni di rinforzo vennero mandati a rinforzare gli uomini nascosti nelle gallerie del Sasso di Sesto, al mattino del 22 aprile iniziò il contrattacco che travolse gli austriaci; « [...] di colpo, senza che noi capissimo come, le trincee inferiori dello stesso Sasso di Sesto apparvero piene di italiani» raccontò nel dopoguerra l'austriaco Lachmüller. Alle 14:00 del 22 aprile la posizione era nuovamente in mano italiana, e con questo episodio, che lo scrittore Antonio Berti soprannominerà «il combattimento dei trogloditi», terminarono anche le azioni offensive all'ombra delle Tre Cime.

### Il Col di Lana

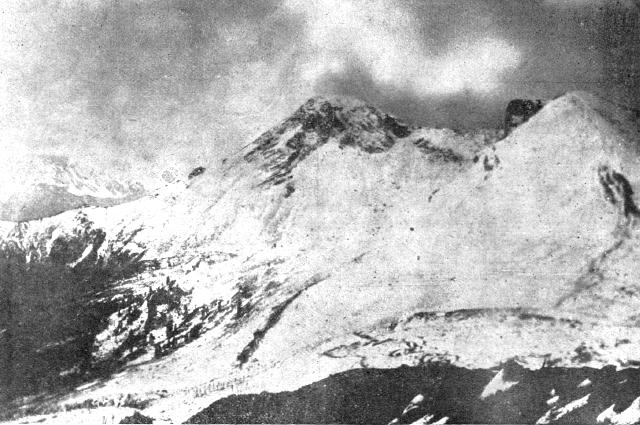
Col di Lana visto dal fronte austriaco

Il Col di Lana è forse la montagna meno appariscente e con meno caratteristiche dolomitiche di tutto il fronte, ma la sua collocazione la rese fin da subito un importante nodo conteso dai due eserciti. Questo monte si ergeva come un bastione rivolto verso sud che dominava tutto il traffico stradale tra la cima Pordoi e il passo di Falzarego, chiude il passaggio nelle valli Badia e Gardena (Grödner) e, oltre, verso Brunico, Bressanone e Bolzano, pertanto verso il cuore di tutta la difesa del Tirolo. Insieme col monte Sief forma un massiccio montuoso che spinge verso sud con tre dossi a dolce declivio, protetto sul fianco occidentale nella val Contrin dal forte La Corte e quello orientale dalla cima rocciosa del Sass de Stria, difficilmente praticabile. A nord infine, ai piedi del Lagazuoi, era presente un altro forte, antiquato e inefficiente come La Corte; forte Tre Sassi, che assieme agli sbarramenti stradali di Cherz e Ruaz formavano la linea difensiva di questo settore.
La prima azione a Col di Lana si ebbe l'8 giugno 1915 quando le batterie italiane aprirono il fuoco da monte Padon e Col Toront per bombardare il forti La Corte e Tre Sassi e le posizioni della fanteria. L'attacco venne ripetuto una settimana dopo, includendo anche lo sbarramento di Livinallongo del Col di Lana, con risultati praticamente nulli, dato che l'azione fu svolta senza un chiaro intento strategico. L'attacco italiano che, secondo Fritz Weber, appena tre settimane prima avrebbe potuto facilmente travolgere le esigue difese austriache del settore, era ora possibile solo con un attento studio e con la costruzione di strade, il posizionamento di nuove batterie e di ingenti masse di fanteria. Questi giorni di inoperosità consentirono agli austro-ungarici di fortificare due punti vitali per la loro difesa, il Costone di Salesei e il Costone di Agai, situati nel versante sud del loro schieramento, e dato che Sass de Stria proteggeva la parte orientale, per gli italiani l'unica soluzione era quella di un attacco frontale verso Col di Lana.

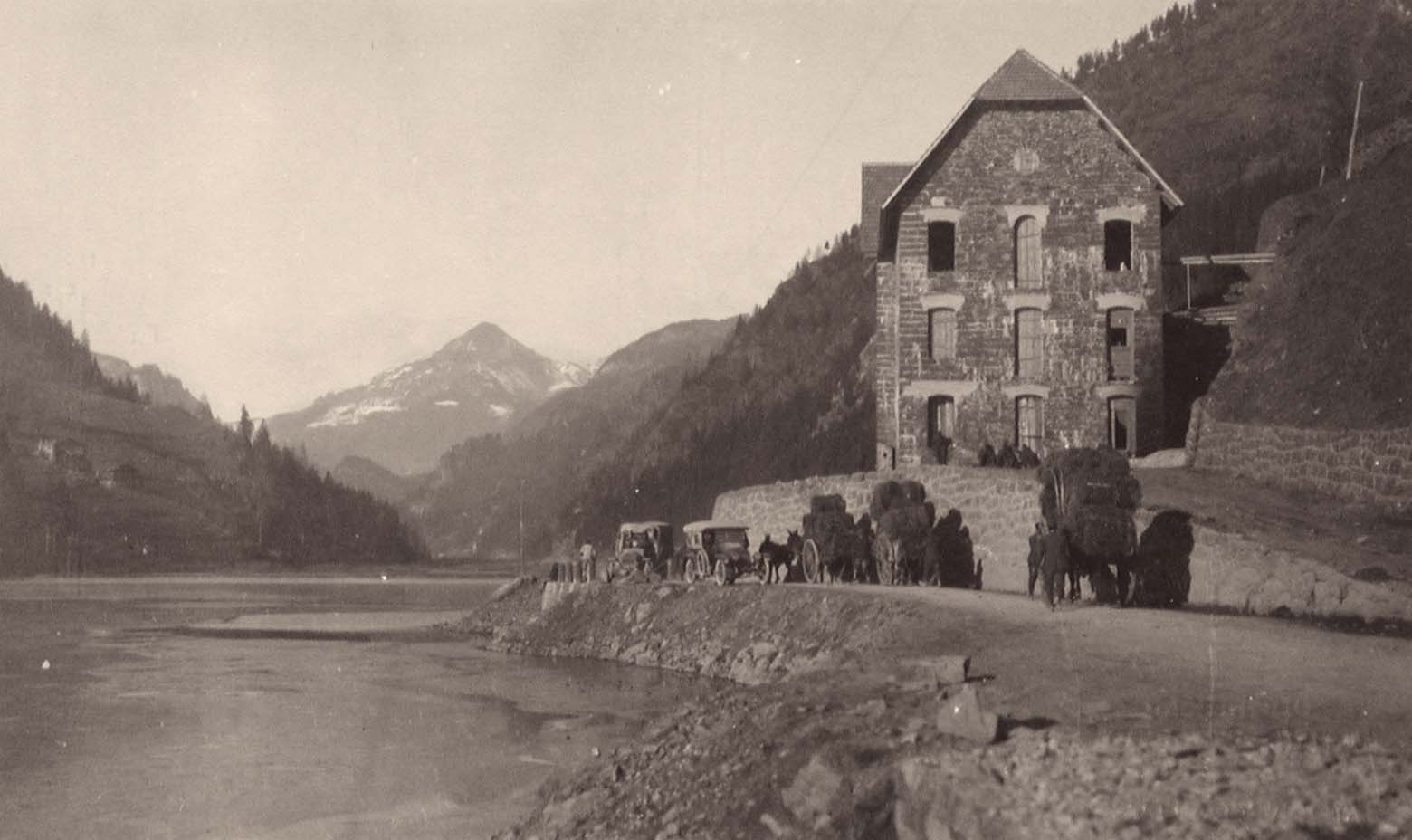
Colonna di rifornimenti militari sul Col di Lana

Il 15 giugno, alcune pattuglie italiane dirette verso le posizioni nemiche vennero facilmente individuate e neutralizzate, dando però simbolicamente il via ad una lunga serie di sanguinosi e inutili attacchi frontali verso le posizioni austro-ungariche. In luglio gli italiani sferrarono ben dieci attacchi contro le pendici del Col di Lana e cinque contro la cresta del Sief, ma le posizioni nemiche erano state opportunamente rinforzate con gli esperti Jäger bavaresi e prussiani, moderne batterie tedesche e ampie scorte di munizioni, così ogni attacco veniva sistematicamente respinto. Situati in posizione sopraelevata e molto favorevole, protetti da un grave declivio, da reticolati e mitragliatrici, gli austro-ungarici falcidiarono sistematicamente gli assalitori fino al 20 luglio, quando il generale Rossi interruppe i tentativi contro il Col di Lana, giudicandoli temporaneamente senza possibilità di successo, almeno fino all'arrivo di cospicui rinforzi.

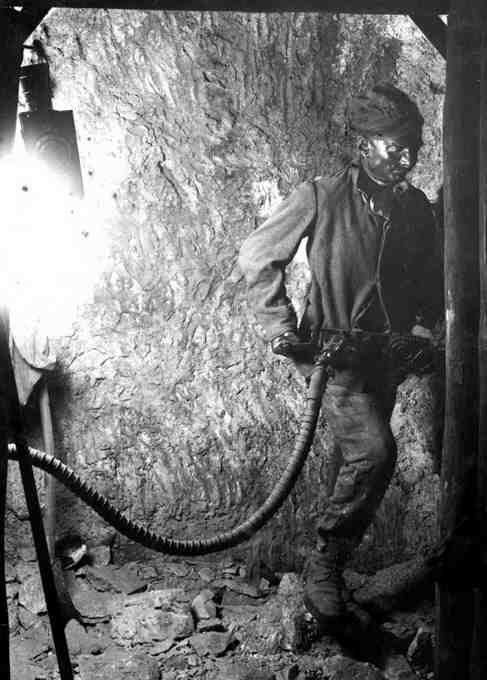
Minatore al lavoro nelle gallerie del Col di Lana

Le artiglierie italiane però non cessarono la loro opera di distruzione dei forti La Corte e Tre Sassi che, seppur praticamente sguarniti, attirarono su di loro per molto tempo l'accanimento degli artiglieri italiani. Ad inizio agosto forte Tre Sassi era praticamente un cumulo di macerie, e ciò spinse gli italiani ad accelerare i preparativi per un attacco verso il costone dei Salisei, la posizione più a ovest del sistema difensivo austriaco, tecnicamente protetta dal forte appena distrutto. Il 2 agosto partì quindi un violento attacco contro il costone respinto dagli Jäger, e ciò, unitamente alle sconfitte che gli italiani continuavano a subire nei loro attacchi verso la val Pusteria, sembrò fa desistere definitivamente gli attaccanti, che con l'avvicinarsi dell'inverno preferirono rinforzarsi e concentrarsi sul fronte dell'Isonzo, dove le "spallate" di Cadorna assorbivano enormi risorse. Non si fermarono però piccoli attacchi al Costone di Salesei e al Costone di Agai, perché gli italiani speravano di conquistare, in vista di un attacco definitivo, i due punti d'appoggio e posizionarsi sotto la vetta, ma l'artiglieria nemica faceva sistematicamente strage degli attaccanti, per cui si preferì ritentare con un attacco frontale previsto per metà ottobre.
L'attacco venne quindi sferrato il 21 ottobre, con gli italiani che poterono contare su forze dieci volte superiori e un enorme cannoneggiamento preparatorio. Trincea dopo trincea, al costo di grosse perdite, gli austriaci vennero sloggiati dalle loro posizioni e il 7 novembre i fanti della Brigata Calabria conquistarono la finalmente la cima, che però ricadde in mano nemica lo stesso giorno grazie ai Landesschützen del capitano Kostantin Valentini, e gli italiani si attestarono appena sotto il cocuzzolo, ad appena 80 metri dalle trincee austriache. Questi ultimi avevano nel frattempo sostituito i tedeschi sui costoni con i temibili Kaiserjäger e per tutto l'inverno scavarono un intricato sistema di gallerie e camminamenti coperti che proteggeva i soldati dall'artiglieria italiana. Il 1º gennaio gli austriaci diedero il via alla guerra di mine con un'esplosione sul Lagazuoi, e raccogliendo l'idea gli italiani a metà gennaio iniziarono i lavori per una galleria di mina da far brillare proprio sotto la cima. Il 17 aprile 5020 chilogrammi di esplosivo devastarono la cima del Col di Lana uccidendo all'istante 110 austriaci, mentre il resto della guarnigione, enormemente scosso, fu fatto prigioniero dai fanti della Calabria che partirono all'attacco immediatamente dopo lo scoppio. L'ulteriore avanzata verso il Sief fu bloccata dalle riserve austriache, e dopo enormi sacrifici la cima del Col di Lana fu finalmente conquistata dagli italiani, che ora iniziarono a concentrarsi verso la conquista di monte Sief.

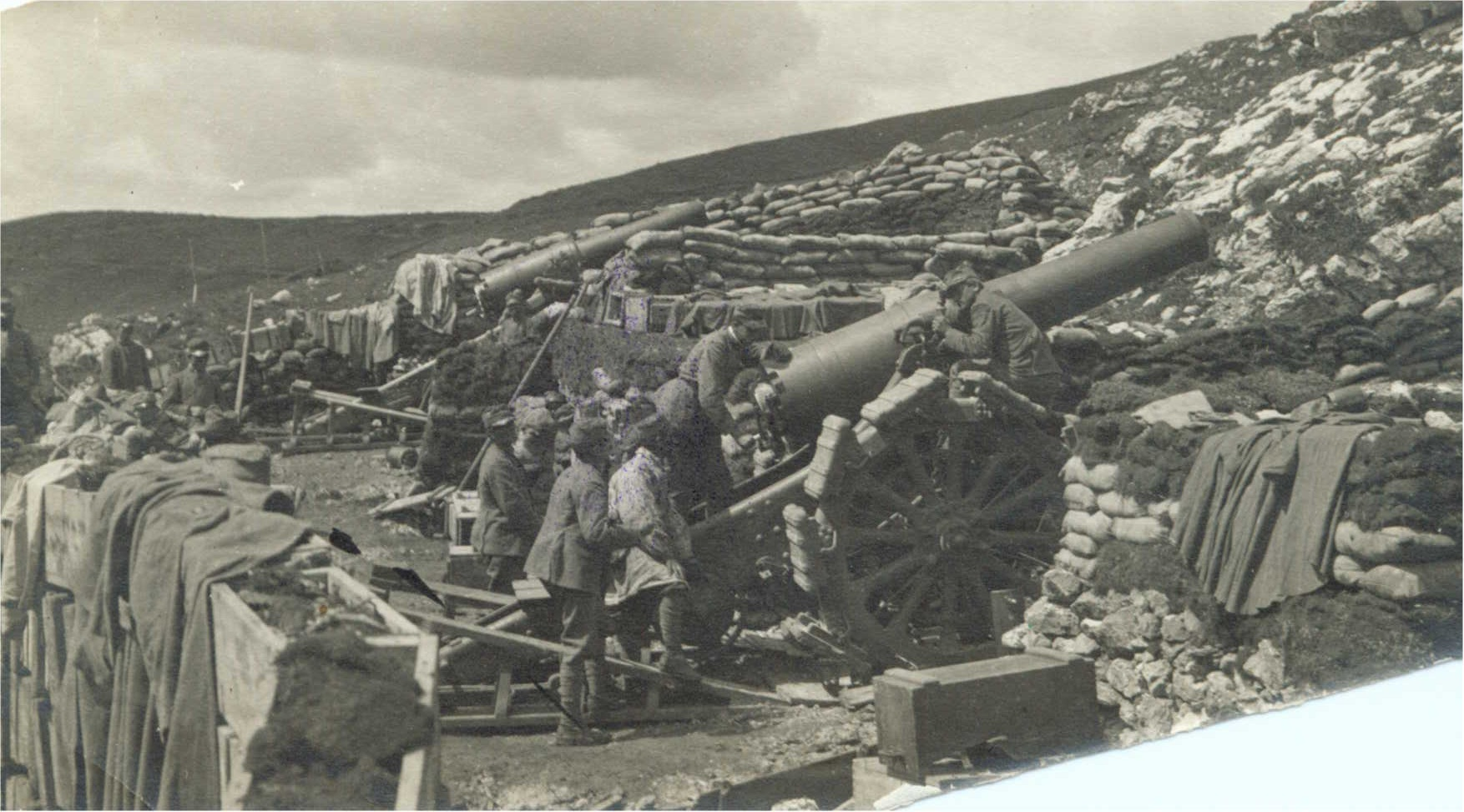
Obici da 210 sul Col di Lana

La lotta era quindi tutt'altro che finita, e monte Sief continuava a svolgere la sua funzione di sbarramento verso l'Alta Badia. Iniziò quindi una strenua lotta su una cresta affilata e cruda, battuta dall'artiglieria e dalle mitragliatrici, spazzata di notte dai coni luminosi dei riflettori. Entrambi i contendenti si cimentarono nuovamente nello scavo di gallerie e caverne, fino ad avere due vere e proprie fortezze contrapposte; quella italiana sul Col di Lana a 2 462 metri e quella austriaca sulla stretta cima del Sief, circa 40 metri più in basso. Ciò contribuì a rendere inutili gli assalti della fanteria, e anche qui si procedette con lo scavo di gallerie di mina. L'iniziativa fu presa dagli austriaci, che a fine giugno 1916 iniziarono i lavori per una mina che avrebbe distrutto la guarnigione italiana sul Dente del Sief, da loro appena conquistato. Gli italiani si resero conto tardi di questa manovra e solo nel marzo 1917 iniziarono sommari lavori per una galleria di contromina, che però risultò troppo corta, e distrusse parte delle loro stesse linee. Si formò quindi un cratere che divideva i due schieramenti ma che non impedì agli austriaci di continuare i lavori, che terminarono il 27 ottobre, quando 45 000 chilogrammi di esplosivo dilaniarono la montagna creando un cratere di 80 metri e uccidendo 64 italiani. Quel giorno erano in fase avanzata anche i preparativi per una seconda mina ancora più grande, che avrebbe dovuto polverizzare l'intero Dente del Sief, ma di lì a poco gli italiani ripiegarono in massa sulla linea del Piave e del monte Grappa, lasciando in mano austriaca il monte dove avevano combattuto con più accanimento che in ogni altra parte del fronte dolomitico, insieme ai corpi di migliaia di caduti.

### Il ghiacciaio della Marmolada

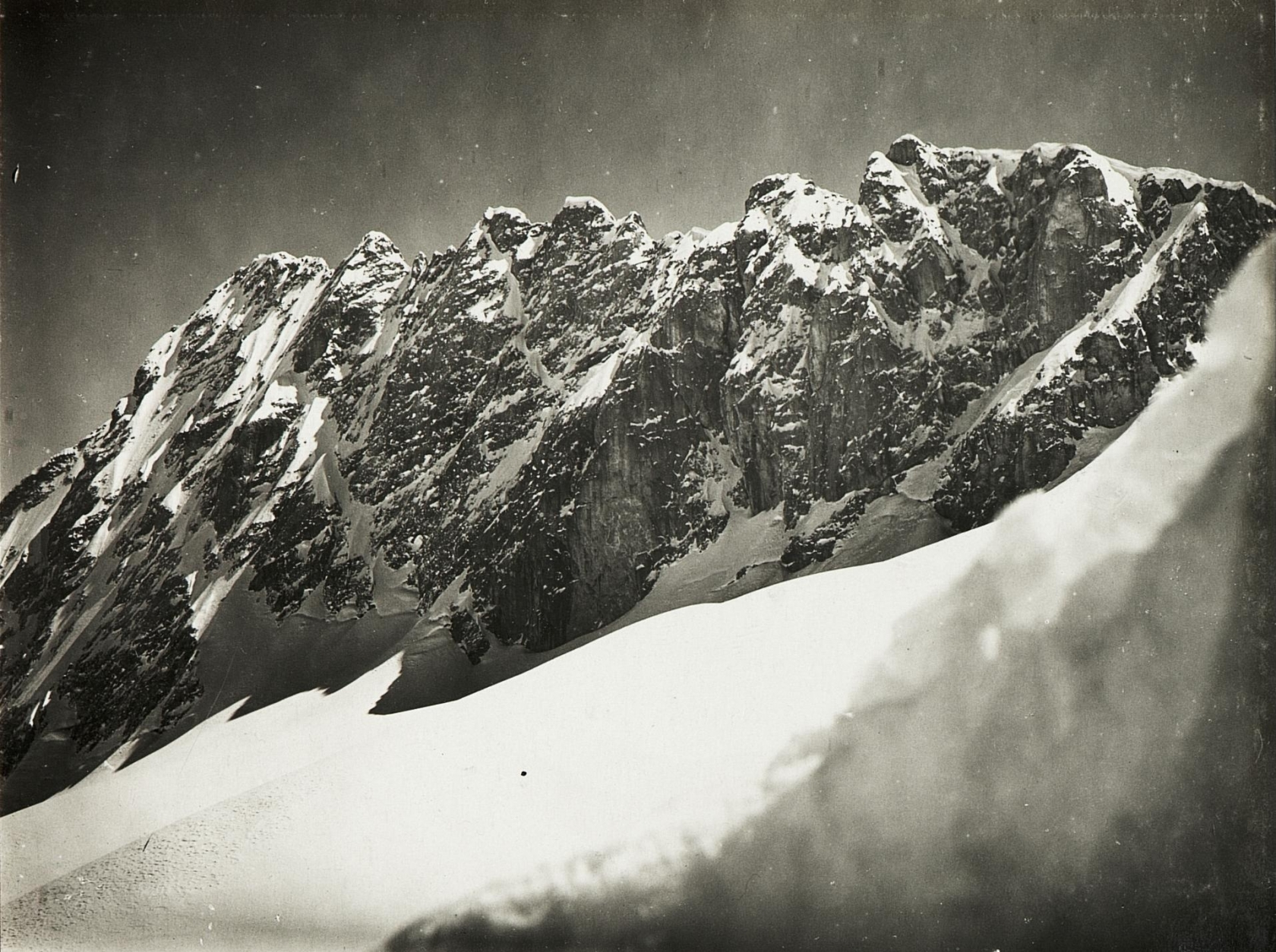
Il ghiacciaio della Marmolada nel marzo 1917 circa

Durante tutto il 1915 nessuno dei due eserciti tentò di occupare il massiccio della Marmolada che divideva i combattenti, a parte qualche scaramuccia tra pattuglie nemiche pratiche del luogo, che si erano spinte sulla Marmolada di Punta Penia a 3344 metri di quota, il settore rimase calmo fino alla primavera del 1916, quando alcune formazioni austro-ungariche si spinsero di sorpresa sui punti più importanti del margine opposto del ghiacciaio, occupandoli. Di conseguenza gli italiani, sentendosi minacciati alle spalle, sul Col di Lana, con una contro azione condotta con forze superiori, occupò la parte orientale della posizione di Piz Serauta, fortificandosi e impiantandovi una teleferica.

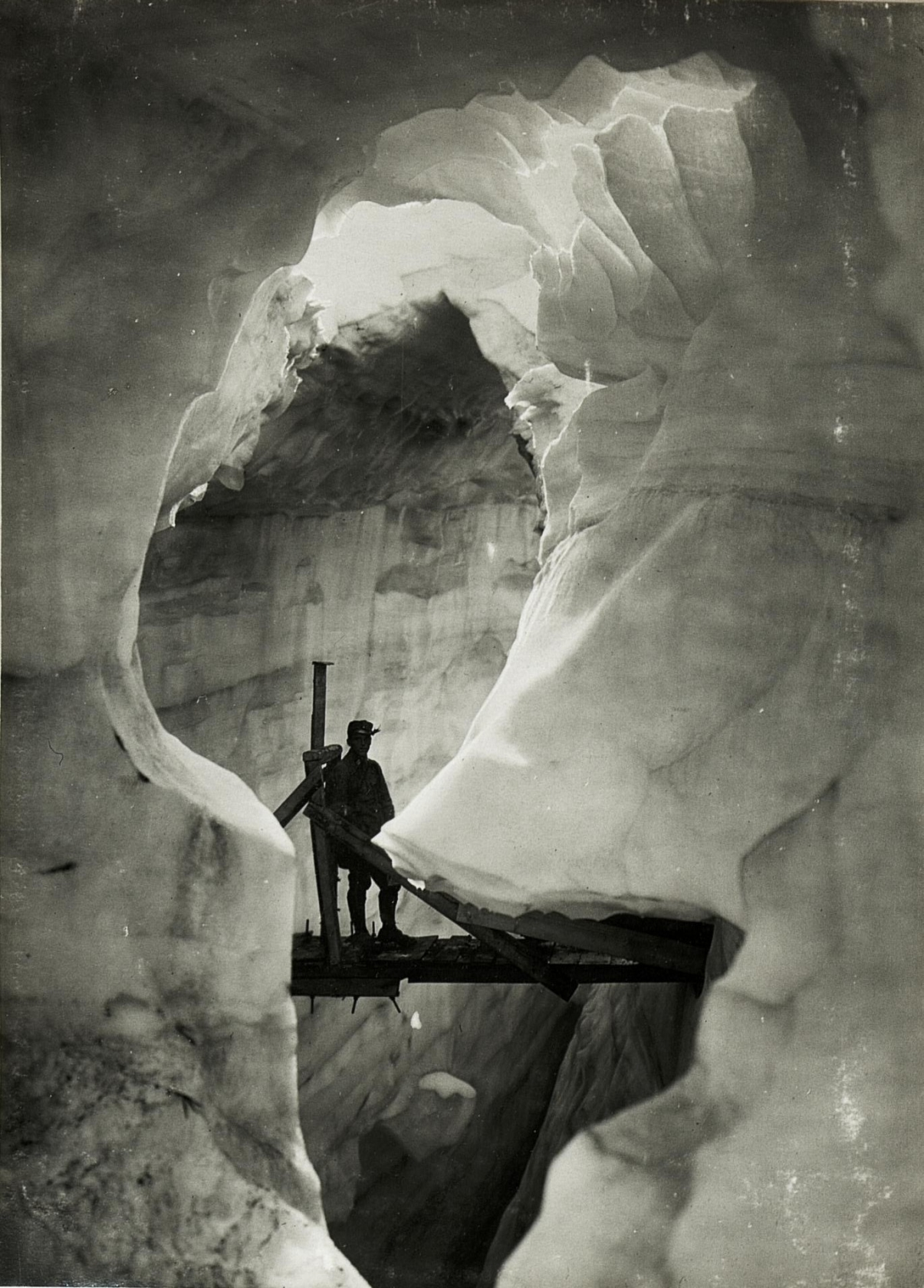
Soldato nella "città fra i ghiaccio"

Da quel momento entrambi gli schieramenti iniziarono un'intensa attività per rinforzare le posizioni e creare uno schieramento stabile e protetto dalle intemperie e dall'artiglieria nemica. Gli austriaci installarono il loro punto centrale dei rifornimenti sotto la lingua del ghiacciaio sul Gran Poz a 2300 metri, dove vi era anche la stazione principale della teleferica, e da dove i portatori partivano per portare i rifornimenti verso le postazioni di «Forcella della Marmolada», «3259», «Dodici», «Undici», «2800» e «fessura S». Avvalendosi dell'ecrasite prima, e della forza muscolare poi, gli austriaci scavarono numerose gallerie all'interno del ghiacciaio al riparo dalle artiglierie italiane, le quali, ben posizionate in posizioni sopraelevate, colpivano insistentemente le posizioni nemiche. I lavori proseguirono per tutto l'inverno 1916 fino alla realizzazione di quella che, con un'espressione suggestiva, fu chiamata "la città fra i ghiacci" della Marmolada.
Gli scontri non furono particolarmente numerosi, e si concentrarono soprattutto verso la parete che sovrastava la postazione della «fessura S» da dove gli austriaci iniziarono lo scavo di una caverna nella roccia, che indusse gli italiani a procedere, scavando a loro volta una galleria di contromina. Nonostante questo, gli austriaci riuscirono ad aprire un grosso foro nella parete rivolta verso gli italiani, nel quale issarono un pezzo d'artiglieria con il quale poterono sparare contro numerosi bersagli nemici e controllare i loro movimenti. Ma gli italiani, dopo aver appreso di essere sotto tiro, accelerarono i lavori di contromina, e grazie all'ausilio di perforatrici in poco tempo riuscirono raggiungere sotto le postazioni nemiche, che furono fatte saltare in diversi punti, eliminando in questo modo il pericolo creato dall'artiglieria nemica.
I mezzi e le disponibilità degli italiani erano però soverchianti rispetto alle disponibilità degli austro-ungarici, e ciò fece sì che questi ultimi pensarono soprattutto a costruire sempre più ripari e postazioni in roccia e ghiaccio, sia per difendersi dalle granate che dalle valanghe. Le operazioni quindi subirono una quasi totale stasi fino all'abbandono delle posizioni da parte italiana, dopo che gli uomini furono richiamati sul Piave a seguito dello sfondamento di Caporetto, e sul ghiacciaio della Marmolada le operazioni militari finirono del tutto.

## Il settore Ortles-Cevedale

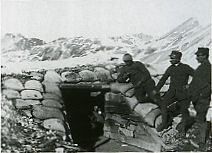
Artiglieria alpina al passo dello Stelvio in un momento di riposo

Tra i settori operativi della Guerra Bianca, quello dell'Ortles-Cevedale presentò in assoluto le condizioni più estreme. Le quote decisamente più elevate (mediamente 500metri al di sopra di quelle degli altri due settori) e l'eccezionale impervietà del terreno, se da un lato impedirono azioni belliche di un certo respiro, dall'altro esasperarono al limite le condizioni di vita e di combattimento degli uomini coinvolti nel conflitto in questi luoghi.

Degna di nota la Battaglia del San Matteo, la quale ebbe luogo nella tarda estate del 1918 su punta San Matteo (3 678 metri). Fu la battaglia combattuta ad altezza più elevata di tutto il primo conflitto mondiale.

Standschützen trentini presso l'altopiano di Lavarone

## Il settore Adamello-Presanella
Con Battaglie dell'Adamello, si indica una serie di scontri e azioni belliche avvenute nel territorio del Gruppo dell'Adamello tra il 1915 ed il 1918 durante la prima guerra mondiale.
Quando il Regno d'Italia dichiarò guerra all'impero austro-ungarico il 24 maggio 1915 gli eserciti schierarono sui monti i rispettivi reparti: gli italiani misero in campo gli Alpini, mentre gli austriaci dovettero "accontentarsi" degli Standschützen. Nonostante le differenze di addestramento questi ultimi resistettero fino all'arrivo dei rinforzi austriaci impegnati in Galizia.
Gli austriaci compresero presto che il punto debole italiano era la scarsa attenzione mostrata verso i ghiacciai e cercarono di sfruttare questo a loro vantaggio. Il 5 luglio attaccarono e colsero di sorpresa il presidio italiano del lago di Campo. Le truppe italiane, pur subendo gravi perdite, riuscirono a respingere l'attacco, costringendo gli avversari a ritirarsi sulle posizioni di partenza. Il 15 luglio l'attacco si spostò al Rifugio Giuseppe Garibaldi e i difensori italiani riuscirono, anche stavolta, a resistere.
Le azioni militari si susseguirono poi in una lunga serie di attacchi e difese da parte degli uni e degli altri fino all’arrivo della stagione invernale. Per tutto l'inverno, a causa anche del clima, le azioni militari si calmarono e non si registrarono combattimenti.
Le azioni di guerra furono riprese nella primavera del 1916. Una delle maggiori imprese fu. senza dubbio. quella che venne ribattezzata la battaglia della Lobbia, svoltasi in aprile.
Gli austriaci riuscirono a scendere fino in Val di Genova e la guerra entró in una nuova fase di stallo che si protrasse fino all’inverno. In quel periodo, gli alpini furono costretti ad abbandonare le posizioni conquistate e a tornare sui loro passi. Nella ritirata bruciarono il rifugio Bedole.
Altre azioni di rilievo del 1917 furono la conquista del Corno di Cavento da parte degli italiani.  Durante la battaglia morì il tenente Felix Hecht von Eleda, di 23 anni, comandante delle posizioni austriache Folletto-Cavento. Fu afferrato e gettato dal versante nord. Il corpo non fu mai trovato. Il suo diario personale, oggi presso il Museo della Guerra Bianca Adamellina di Spiazzo, fu trovato da un ufficiale italiano, il capitano Fabrizio Battanta, conosciuto come il "Brigante del Cavento", dopo l'assalto.
Il 15 giugno 1918, esattamente un anno dopo la conquista italiana, gli austriaci rioccuparono il Corno di Cavento. Gli alpini lo riconquistarono però il successivo 19 luglio con un'operazione simile a quella del 1917. Da allora la cima rimase in mano agli italiani fino al termine della guerra.
Le battaglie e gli anni di guerra sul fronte dell’Adamello, sono al centro del romanzo “La penna del Corvo Bianco”

## Entrata a Trento
Con la vittoria italiana alla battaglia di Vittorio Veneto, la 7ª Armata del generale Tassoni diede inizio alla sua campagna di alta montagna: il III gruppo alpini superò il Passo dello Stelvio e discese su Trafoi, mentre altri reparti alpini valicavano il Passo di Gavia e il Passo del Tonale e raggiungevano Peio e Fucine; dall'Adamello le truppe italiane marciarono su Pinzolo, con obiettivo finale Merano e Bolzano. Lungo la valle del Sarca, la 4ª Divisione raggiunse Tione e proseguì verso Trento; senza incontrare molta resistenza, la brigata Pavia spinse le sue avanguardie fino ad Arco, a monte di Riva del Garda. Nel pomeriggio del 3 novembre le truppe della 1ª Armata raggiunsero Trento: i primi reparti a entrare nella città furono alle 15:15 i cavalleggeri del reggimento cavalleria "Alessandria", gli arditi del XXIV reparto d'assalto, gli alpini del IV gruppo; più tardi arrivarono anche le truppe della brigata Pistoia. L'avanzata finale non aveva incontrato opposizione: la 10ª Armata austro-ungarica era in rotta, mentre il generale Martini von Malastòw, comandante di un corpo d'armata dell'11ª Armata, cercò inutilmente di intavolare trattative.

## Prigionieri di guerra
Per mantenere una linea del fronte solida ed efficiente sulle vette più alte lo sforzo fu enorme e necessitò di un vasto impiego di mezzi, animali ma soprattutto uomini.
Per questo motivo il comando austriaco decise di "militarizzare", cioè sfruttare a scopi bellici la manodopera della popolazione che rimase nelle valli adiacenti al fronte (anche donne e bambini), ma nella maggior parte dei casi si dovette ricorrere allo sfruttamento dei prigionieri catturati sul fronte orientale. Questi uomini erano impiegati nei lavori più duri e rischiosi, come la costruzione di teleferiche e sentieri (come quello "dei Serbi") che servivano a far giungere in prima linea truppe e armamenti (non rispettando la Convenzione dell'Aia del 1907, che vietava l'impiego dei prigionieri a scopi bellici), ma in realtà si trovavano anche nelle retrovie e addirittura nelle valli a svolgere lavori agricoli e di manovalanza, prendendo il posto di coloro che dovettero partire per il fronte. Nel 1915 in tutto il Tirolo si trovavano circa 27 000 prigionieri, dopodiché si perse presto il conto sia dei vivi che dei morti.
Questi uomini presero parte in gran numero a importanti opere in fondovalle, ma anche sul fronte di montagna, come la realizzazione del sistema di teleferiche lungo il Sella, il fronte dell'Adamello e più in generale lungo tutta la linea del fronte. Russi e serbi erano impiegati tutto l'anno anche in prima linea, tuttavia non senza critiche; infatti il giovane sottotenente austriaco Felix Hecht, che morì nel 1917 sul Corno di Cavento (nei pressi di cima Carè Alto), sottolineò l'assurdità dell'utilizzo dei prigionieri in posizioni così impervie e strategiche; infatti, colpiti dalla fame e dal freddo cercavano quotidianamente di scappare, arrivando talvolta a fornire indicazioni agli alpini italiani che si trovavano a poche centinaia di metri in linea d'aria. Proprio nella zona dove combatté Felix Hecht, presso l'attuale rifugio Carè Alto, i prigionieri russi costruirono una chiesetta presente tuttora.